# Nurty polityczne w Stanach Zjednoczonych

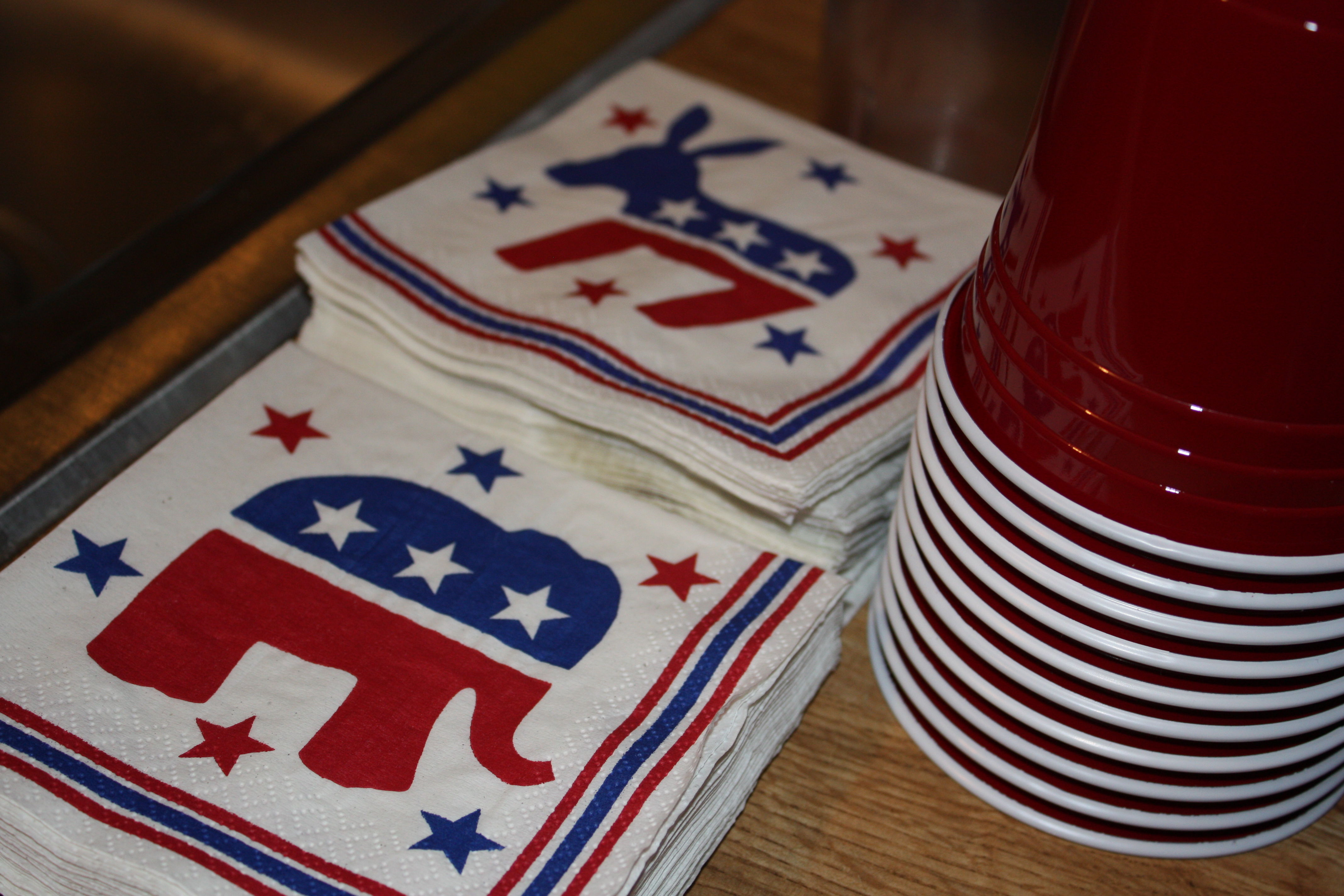
Symbole dwóch głównych partii Stanów Zjednoczonych: słoń (Partia Republikańska) i osioł (Partia Demokratyczna); partie te reprezentują spektrum poglądów, grupując stronnictwa o różnych przekonaniach; współcześnie, Republikanie są w większości konserwatywni, a Demokraci liberalni

W toku historii Stanów Zjednoczonych ukształtowało się wiele nurtów i doktryn politycznych wyrażających poglądy, interesy, wartości i cele różnych grup społecznych. Nurty te były związane z szerszymi ideologiami i były przyjmowane przez partie i ruchy polityczne, i odnosiły się do polityki krajowej, ale także do kwestii gospodarczych, społecznych i międzynarodowych.
Podział sceny politycznej w Stanach Zjednoczonych przebiega zasadniczo na osi dwubiegunowej. Obywatele najczęściej określają się jako prawica (konserwatyści) – centrum – lewica (amerykański liberalizm).

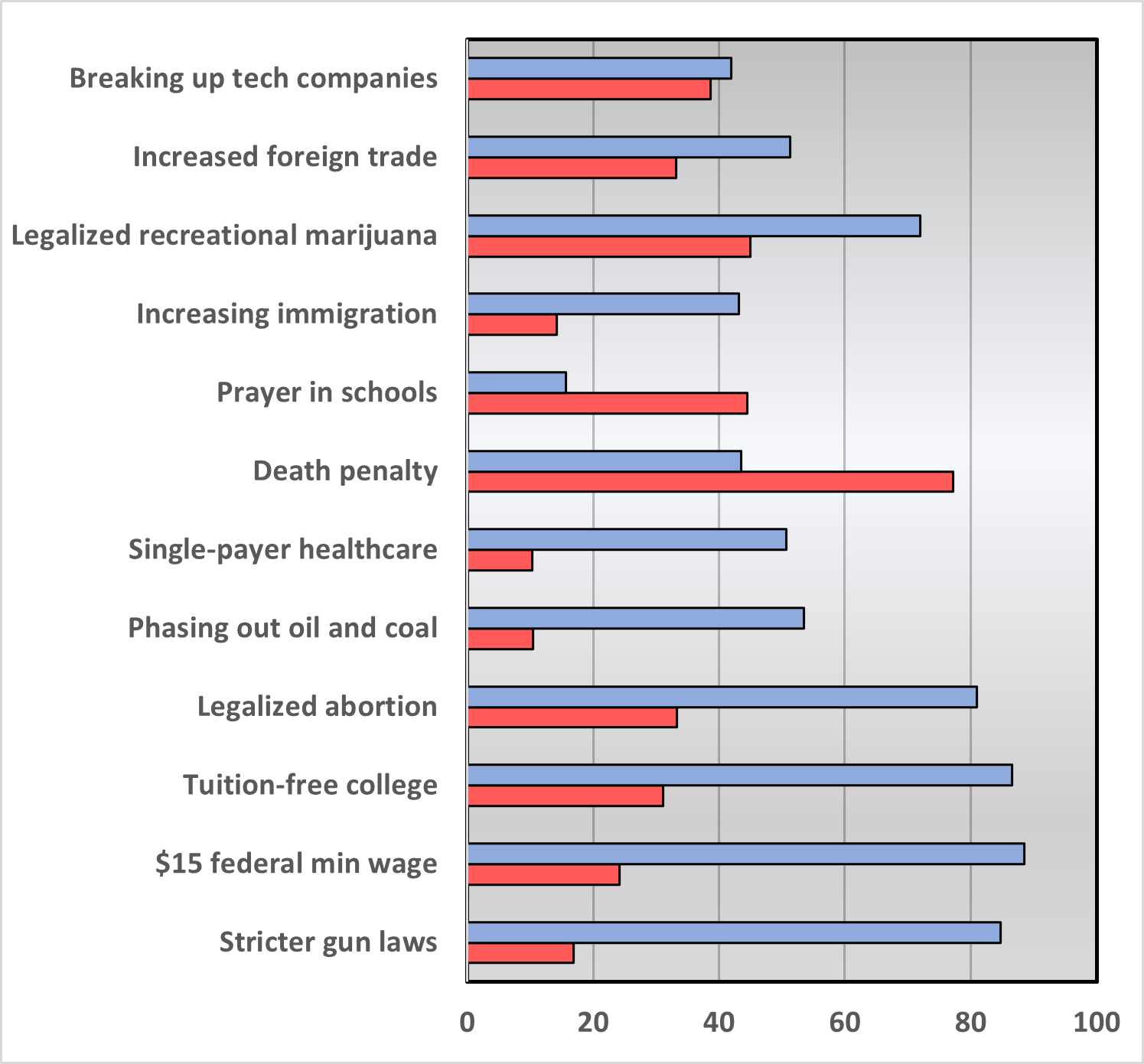
Odsetek liberałów (niebieski) i konserwatystów (czerwony) opowiadających się za głównymi propozycjami politycznymi w Stanach Zjednoczonych (Pew Research Center, 2021)

Współczesny konserwatyzm amerykański obejmuje konserwatyzm społeczny, liberalizm klasyczny i liberalizm gospodarczy. Pierwszy z tych nurtów rozwinął się jako odpowiedź na komunizm i ruch praw obywatelskich, podczas gdy dwie kolejne ideologie rozwinęły się w odpowiedzi na Nowy Ład. Współczesny liberalizm amerykański łączy w sobie progresywizm, liberalizm opiekuńczy i liberalizm społeczny, rozwijający się w erze postępowej i czasach wielkiego kryzysu. Istotnym nurtem na scenie politycznej jest też libertarianizm, który rozwinął się w połowie XX wieku jako odrodzenie klasycznego liberalizmu. Historia ruchów politycznych w Stanach Zjednoczonych była kształtowana przez różnorodne nurty polityczne: republikanizm, populizm, separatyzm, faszyzm, socjalizm, monarchizm i nacjonalizm.
Podział sceny politycznej ukształtował się w czasie rewolucji amerykańskiej i początkowo opierał się na opozycji między monarchizmem wspierającym rządy brytyjskie i republikanizmem. Po uzyskaniu niepodległości republikanizm podzielił się na nowe doktryny, w tym republikanizm klasyczny, demokrację jeffersonowską i demokrację jacksonowską. W latach poprzedzających wojnę secesyjną na znaczeniu zyskały abolicjonizm i secesjonizm. Progresywizm rozwinął się na początku XX wieku, a w ciągu następnych dziesięcioleci ewoluował w nowoczesny liberalizm, w odpowiedzi na który rozwinął się nowoczesny konserwatyzm. W epoce zimnej wojny rozwinął się wśród konserwatystów antykomunizm i neokonserwatyzm, podczas gdy w ramach ruchu na rzecz praw obywatelskich ukształtował się antyrasizm. Na początku XXI wieku rozwinęły się ruchy populistyczne, w tym amerykańska socjaldemokracja, demokratyczny socjalizm i trumpizm.
Mężczyźni, biali Amerykanie, osoby starsze, chrześcijanie i osoby bez wyższego wykształcenia mają częściej poglądy konserwatywne, podczas gdy kobiety, Afroamerykanie, młodzi dorośli, niechrześcijanie i osoby z wyższym wykształceniem skłaniają się bardziej ku poglądom liberalnym. Konserwatyzm i liberalizm w Stanach Zjednoczonych różnią się od konserwatyzmu i liberalizmu w innych częściach świata, a ideologie w Stanach Zjednoczonych mają częściej charakter indywidualistyczny aniżeli kolektywistyczny.

## Historia

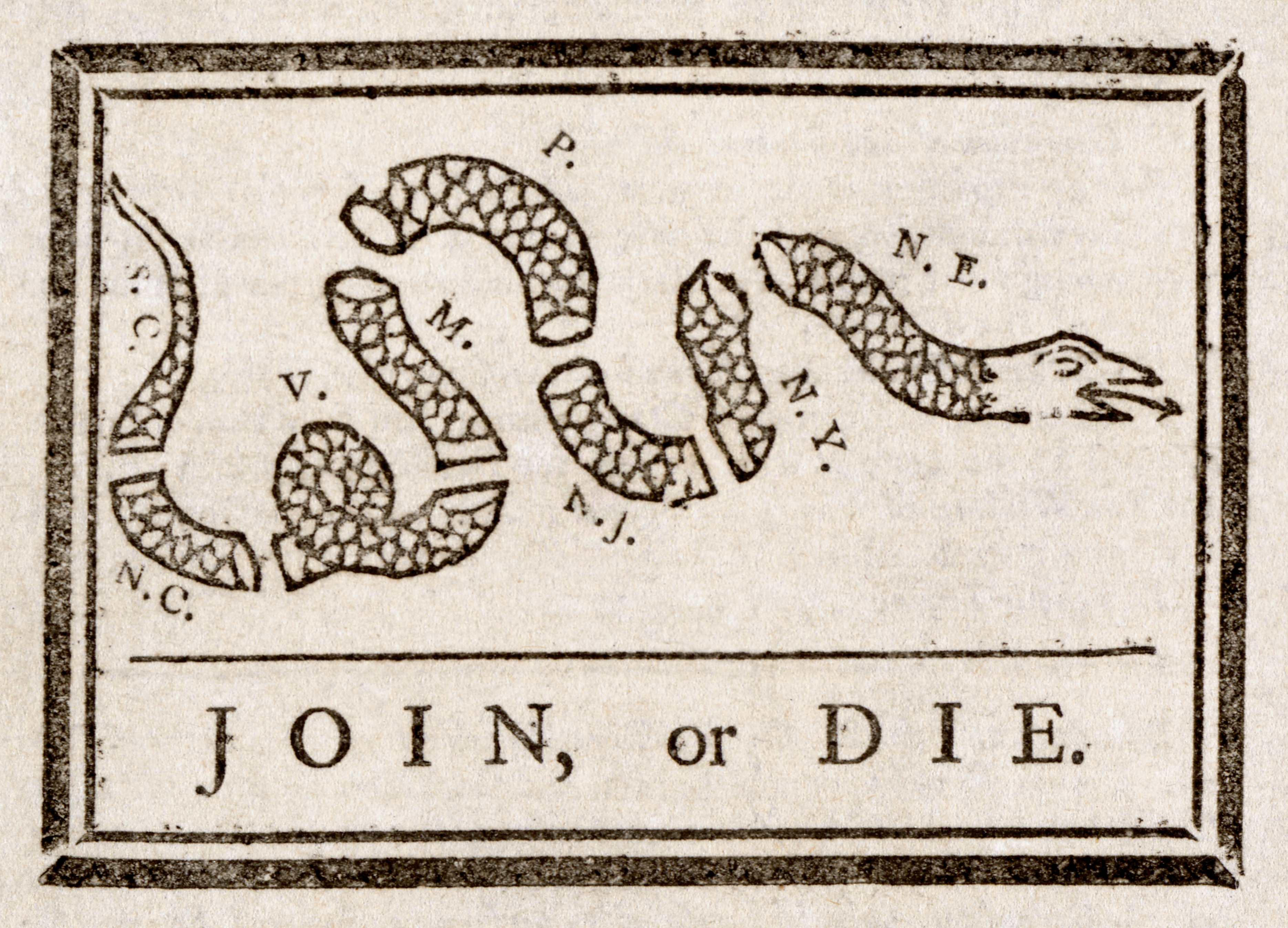
„Join, or Die” (1754) – ten polityczny rysunek Benjamina Franklina nawoływał do jedności Trzynastu Kolonii

### Wczesny republikanizm
Początkiem kształtowania się doktryn politycznych w Stanach Zjednoczonych był spór pomiędzy monarchistami a republikanami. Idee republikańskie rozwijały się stopniowo w XVIII wieku, a Deklaracja Niepodległości z 1776 roku była bezpośrednim wyzwaniem, jakie republikanie rzucili monarchizmowi. Monarchiści, nazywani lojalistami, opowiadali się za utrzymaniem przez Trzynaście Kolonii statusu kolonialnego pod berłem Wielkiej Brytanii, podczas gdy republikanie, nazywani patriotami, dążyli do niezależności i utworzenia liberalnego rządu opartego na suwerenności ludu bez króla i dziedzicznej arystokracji. Wierzyli oni w ideę elity opartej na osiągnięciach i mającej z tego tytułu obowiązek przewodzenia społeczeństwu. Istotne były dla nich także wartości oświeceniowe (takie jak cnoty obywatelskie czy altruizm). Zwycięstwo patriotów uczyniło republikanizm najważniejszą doktryną powstających Stanów Zjednoczonych.
Ratyfikowana w 1789 roku Konstytucja Stanów Zjednoczonych czyniła z republikanizmu zasadę ustrojową, wprowadzając takie instytucje, jak podział władzy (w postaci mechanizmów kontroli i równowagi) i federalizm. Z tego wczesnego republikanizmu rozwinęły się późniejsze doktryny amerykańskie; zarówno współczesny konserwatyzm, jak i liberalizm.
Wraz z rozwojem rządu federalnego w latach 90. XVIII wieku, republikańskie ideały cnót obywatelskich i arystokracji ducha zostały zakwestionowane przez bardziej liberalne idee demokracji i interesu osobistego. Partia Federalistyczna została założona przez Alexandra Hamiltona, aby wspierać kandydatów politycznych, którzy opowiadali się za klasycznym republikanizmem, silniejszym rządem federalnym i tzw. amerykańską szkołą ekonomii, podczas gdy Partię Demokratyczno-Republikańską założył Thomas Jefferson, aby wesprzeć kandydatów, którzy bronili agrarnych i antyfederalistycznych ideałów tzw. demokracji jeffersonowskiej. Federaliści większość swojego poparcia znaleźli w Nowej Anglii, podczas gdy inne stany wspierały Demokratycznych Republikanów. Wpływ federalistów osłabł w pierwszej dekadzie XIX wieku, a dominację zdobyły idee Jeffersona.
Partia Demokratyczno-Republikańska rozpadła się w latach 20. XIX wieku w wyniku rywalizacji politycznej pomiędzy Johnem Quincy Adamsem i Andrew Jacksonem. Została utworzona nowa Partia Demokratyczna, mająca wspierać Jacksona i prezentująca zespół idei określany jako demokracja jacksonowska. Podobnie jak Jefferson, Jackson popierał powszechną demokrację, rządy ludu nad elitami i minimalną interwencję rządu w gospodarkę. Partia Demokratyczna nie była jednak bezpośrednią następczynią Partii Demokratyczno-Republikańskiej i różniła się od niej w niektórych obszarach. W przeciwieństwie do partii Jeffersona demokraci Jacksona opowiadali się za patronażem politycznym i silniejszą władzą wykonawczą.
W opozycji do partii Jacksona powstała Narodowa Partia Republikańska, opowiadająca się za interwencjonizmem rządowym w gospodarkę i przeciwstawiająca się szerokiemu indywidualizmowi. Jako znacząca postawa w tej epoce ukształtował się także antymasonizm. W 1833 roku Narodowa Partia Republikańska połączyła się z Partią Antymasońską tworząc Partię Wigów. Partia Wigów i Partia Demokratyczna stały się głównymi stronnictwami politycznymi. W gospodarce wigowie opowiadali się za tzw. systemem amerykańskim, na który składały się protekcjonizm celny, utworzenie banku narodowego i rozbudowa infrastruktury.

### Niewolnictwo i wojna secesyjna

Stany Unii (niebieski) i stany Konfederacji (czerwony) w 1864 roku; jasnoniebieski oznacza stany niewolnicze Unii, a szary terytoria

Niewolnictwo było obecne w Ameryce Północnej od czasów kolonialnych, jednak poważnym problemem politycznym stało się dopiero w latach 30. XIX wieku. W polityce większą rolę grały wtedy tożsamości lokalne, odwołujące się do podstawowego podziału na stany północne i południowe, aniżeli idee jedności narodu. Wszystkie stany północne zniosły niewolnictwo do 1805 roku, natomiast w stanach południowych niewolnictwo było powszechną instytucją aż do wojny secesyjnej (1861–1865). Dążący do zniesienia niewolnictwa abolicjonizm był obecny w Stanach Zjednoczonych od ich powstania, i stopniowo zyskiwał na znaczeniu. Od lat 40. XIX wieku niewolnictwo stało się głównym problemem politycznym kraju.
Powstała po upadku Partii Wigów (lata 50. XIX wieku) Partia Republikańska odzwierciedlała poglądy stanów północnych. Przejęła od partii Wigów poparcie dla ruchliwości społecznej, egalitaryzmu i dążenie do ograniczenia niewolnictwa. Jej dwoma głównymi frakcjami politycznymi byli Radykalni Republikanie, którzy popierali całkowite zniesienie niewolnictwa i zdecydowane działania przeciwko stanom secesjonistycznym, oraz centrowi republikanie, którzy opowiadali się za ugodą ze stanami południowymi. Zaczęły się również kształtować idee nacjonalistyczne, które w Stanach Zjednoczonych wiązały się z istnieniem dużego, silnego państwa, ekspansjonizmem i ideą objawionego przeznaczenia. Te ekspansjonistyczne idee wiązały się niejednokrotnie z dążeniem do utworzenia nowych stanów niewolniczych na zdobytych terenach.
Secesjonizm zyskał na znaczeniu w Karolinie Południowej podczas kryzysu nullifikacyjnego w 1832 roku. Secesjoniści walczyli z protekcjonistycznymi cłami grożąc secesją, jeśli rząd federalny spróbuje je wprowadzić. Secesji i konfliktom zbrojnym zapobiegło kompromisowe cło z 1833 roku. Ruch secesjonistyczny w Karolinie Południowej zyskał na popularności w latach 50. XIX wieku, gdy zaostrzyła się kwestia niewolnictwa. W 1861 roku, w obawie, że rząd federalny ograniczy lub zniesie niewolnictwo, Karolina Południowa jako pierwszy z 11 stanów odłączyła się od Stanów Zjednoczonych i utworzyła Konfederacyjne Stany Ameryki, co doprowadziło do wojny domowej.
Podczas epoki rekonstrukcji od roku 1865 do 1877 polityka skupiała się na rozwiązaniu problemów związanych z następstwami wojny domowej. Ratyfikacja 13. poprawki zniosła niewolnictwo w Stanach Zjednoczonych, a doktryny oparte na problematyce niewolnictwa straciły na znaczeniu. Radykalni republikanie wspierali liberalne reformy, dążące do wprowadzenia praw dla Afroamerykanów, w tym praw wyborczych i edukacji. W stanach południowych dominującą doktryną był biały suprematyzm, i szerokim poparciem cieszył się postulat ograniczenia praw Afroamerykanów, który realizowano zarówno środkami politycznymi, jak i przemocą. Ze stronnictw politycznych na południu przeważali tzw. Bourbon Democrats, popierający konserwatyzm fiskalny i liberalizm klasyczny. Stali się oni podstawą pod dominację konserwatywnych demokratów na Amerykańskim Południu (tzw. Solid South).

### Wiek pozłacany
Wiek pozłacany (1870–1900) to okres, w którym Partia Republikańska podzieliła się na frakcje z powodu systemu łupów w rządzie federalnym. Senator Roscoe Conkling przewodził frakcji konserwatywnej (Stalwarts), popierającej istniejącą „machinę polityczną” opierającą się na patronażu, i dążącej do utrzymania systemu łupów. Sprzeciwiali mu się m.in. zwolennicy senatora Jamesa G. Blaine’a, tworzący liberalną grupę Half-Breeds, która wspierała reformę służby cywilnej i zlikwidowanie systemu łupów. Stalwarts mieli oparcie w trzech stanach, w których machina polityczna była najsilniejsza: Nowym Jorku, Pensylwanii i Illinois. Mieli również duże wpływy wśród południowych Republikanów, mimo że Solid South było w przeważającej mierze demokratyczne. Podzielona pozostawała także Partia Demokratyczna.
Dodatkowo na scenie politycznej pojawiły się doktryny oparte na sporze o kwestie monetarne. Związane z nimi podziały szły w poprzek podziałów partyjnych. Na tej podstawie ukształtowało się stronnictwo Silverites sprzeciwiające się faktycznie obowiązującemu standardowi złota w kraju i opowiadające się za powrotem do bimetalizmu. Na całej scenie politycznej przeważały ideały ograniczonego rządu i żadna z dwóch wiodących partii nie postulowała rozszerzenia jego kompetencji. Obydwie partie wspierały też industrializację, co zrodziło opozycję ze strony populistycznego agraryzmu, którego zwolennicy utworzyli w 1892 roku Partię Ludową. Panika 1893 roku zaostrzyła spory polityczne i podkreśliła różnice partyjne. Partia Ludowa została wchłonięta przez Partię Demokratyczną, a konserwatywni Bourbon Democrats stracili wpływy. Populizm, agraryzm i bimetalizm stały się dominującymi doktrynami Partii Demokratycznej, na czele której stanął William Jennings Bryan.
Inne znaczące grupy polityczne epoki pozłacanej to Mugwumpowie, Greenbacks i prohibicjoniści. Mugwumpowie byli luźnym ugrupowaniem konserwatystów zwalczających korupcję, którzy z tego powodu opuścili Partię Republikańską. Pojawił się też znaczący ruch robotniczy, w ramach którego największym ugrupowaniem byli Greenbacks. Postulowali oni emisję pieniądza, większe regulacje rządowe i podatek dochodowy. Prohibicjoniści byli ruchem dążącym do prohibicji alkoholu.

### Era postępowa

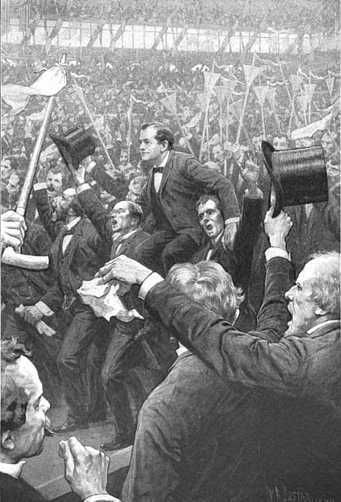
William Bryan niesiony na ramionach po mowie w obronie bimetalizmu (1896). (ilustracja Williama Robinsona Leigha, 1900)

W latach 90. XIX wieku i w 1900 roku progresywizm stał się główną doktryną polityczną w Stanach Zjednoczonych. Progresywiści sprzeciwiali się skutkom industrializacji w Stanach Zjednoczonych, wspierając główne reformy rządowe i społeczne. Reformy te opierały się na etosie moralnym ewangelikalizmu i rozwoju nauk społecznych. Celem progresywistów było ukrócenie korupcji, zwiększenie partycypacji obywatelskiej oraz poszerzenie aktywności rządu w społeczeństwie. Ruch progresywistyczny doprowadził do odrzucenia kapitalistycznego leseferyzmu w Stanach Zjednoczonych i powstania kapitalizmu opiekuńczego.

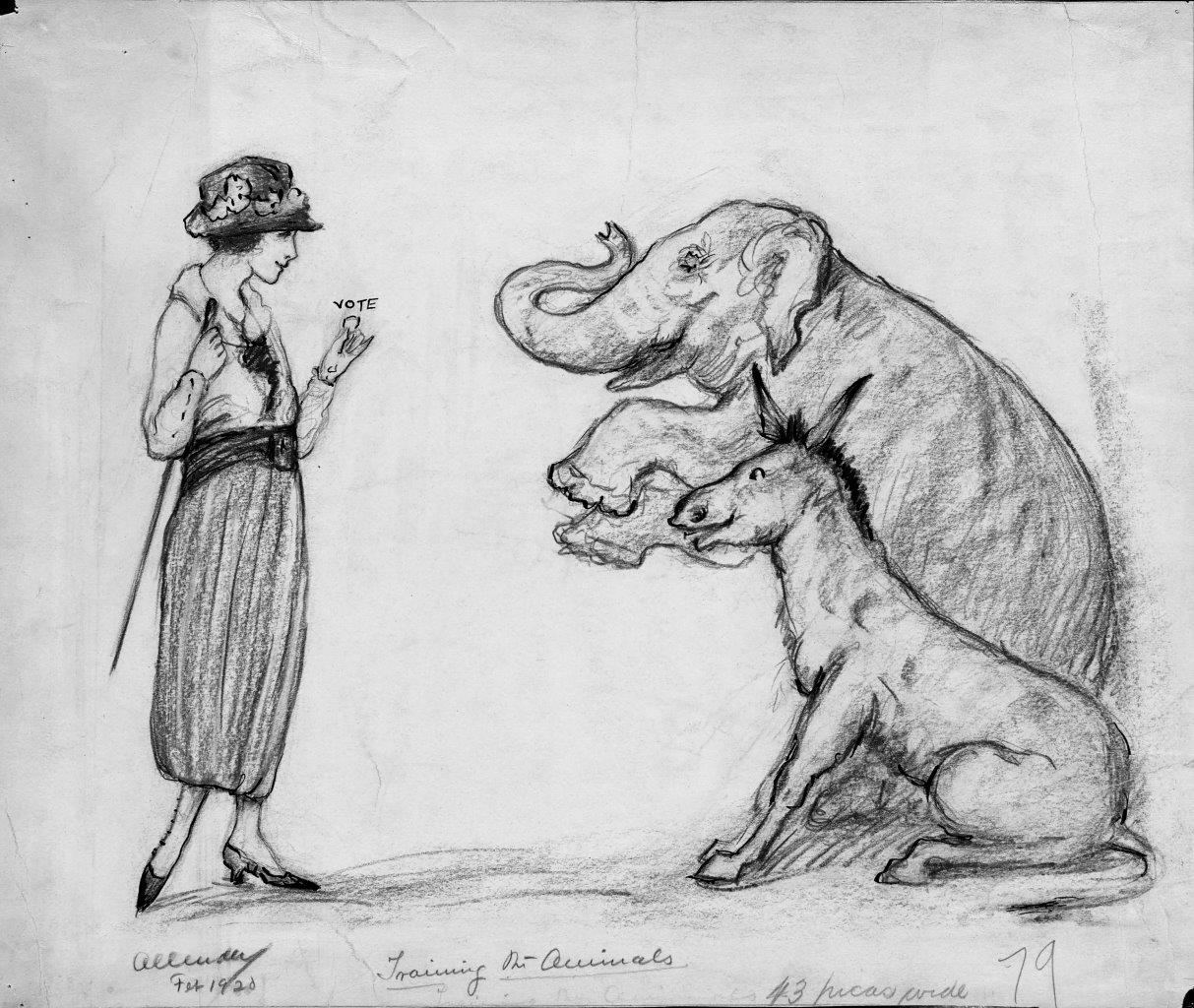
„Nauka nowych sztuczek”. Symbole Republikanów i Demokratów stoją przed kobietą trzymającą głos w ręku. Na przełomie XIX i XX wieku partie musiały wypracować swoje stanowisko wobec ruchu kobiecego, a od 1920 roku ubiegać się o głos kobiecego elektoratu (Nina Allender, ilustracja w piśmie The Suffragist, 1 lutego 1920)

Progresywiści wywodzili się z wielu tradycji politycznych, łącząc je z wieloma nowymi ideami. W większości popierali demokrację bezpośrednią i wspierali reformy mające poszerzać wyborczy wpływ obywateli, np. wprowadzenie prawyborów w celu wyłonienia kandydatów partii oraz bezpośrednie wybory senatorów poprzez ratyfikację 17. poprawki. W kwestiach społecznych popierali zwiększenie władzy rządu i różne formy kontroli społecznej, np. wprowadzenie zakazu spożywania alkoholu w latach 20. XX wieku. Opowiadali się także za przymusową sterylizacją osób o niepożądanych cechach (np. niepełnosprawnych umysłowo). To progresywizm wprowadził feminizm pierwszej fali i postulat praw wyborczych dla kobiet do głównego nurtu polityki i to on doprowadził do uchwalenia 19. poprawki, która takie prawa zapewniała.
Demokraci w erze postępowej odeszli od popierania konserwatywnej idei ograniczonego rządu, ale byli mocno zróżnicowani ideologicznie. Partia ta składała się z kilku walczących ze sobą frakcji populistycznych, które łączyło to, że sprzeciwiały się Partii Republikańskiej. Ich poglądy na demokrację ewoluowały. Większość z nich widziała ją jako system, w którym kandydaci powinni szukać bezpośrednio poparcia wśród obywateli, zamiast zdawać się na pośredników i machinę polityczną. Stąd też w tej partii znajdowało poparcie wiele progresywnych postulatów na temat zmian w systemie politycznym. Sformułowano tu również ideę żywej konstytucji, oznaczającą ewolucyjne podejście do interpretacji tekstu ustawy zasadniczej. Podczas prezydentury Woodrowa Wilsona sformułowano również doktrynę wilsonizmu, jako formy liberalizmu w stosunkach międzynarodowych.
Z kolei republikanie dzielili się na frakcję konserwatywną i progresywną. W 1912 roku Theodore Roosevelt odszedł od republikanów, tworząc Partię Postępową, która jednak nie przetrwała długo. Partia ta opowiadała się za silnym kolektywistycznym rządem i wieloma reformami politycznymi i społecznymi. Pojawiły się również nurty lewicowe: Socjalistyczna Partia Ameryki kierowana przez Eugene’a V. Debsa opowiadała się za własnością kolektywną w wielu gałęziach przemysłu. Ruch anarchistyczny w Stanach Zjednoczonych był odpowiedzialny za kilka ataków terrorystycznych w drugiej dekadzie XX wieku. Odpowiedzią na te ruchy była czerwona panika – panika moralna wśród elit i społeczeństwa emocjonalnie wyolbrzymiająca zagrożenie płynące z tych ruchów.

### Nowy Ład

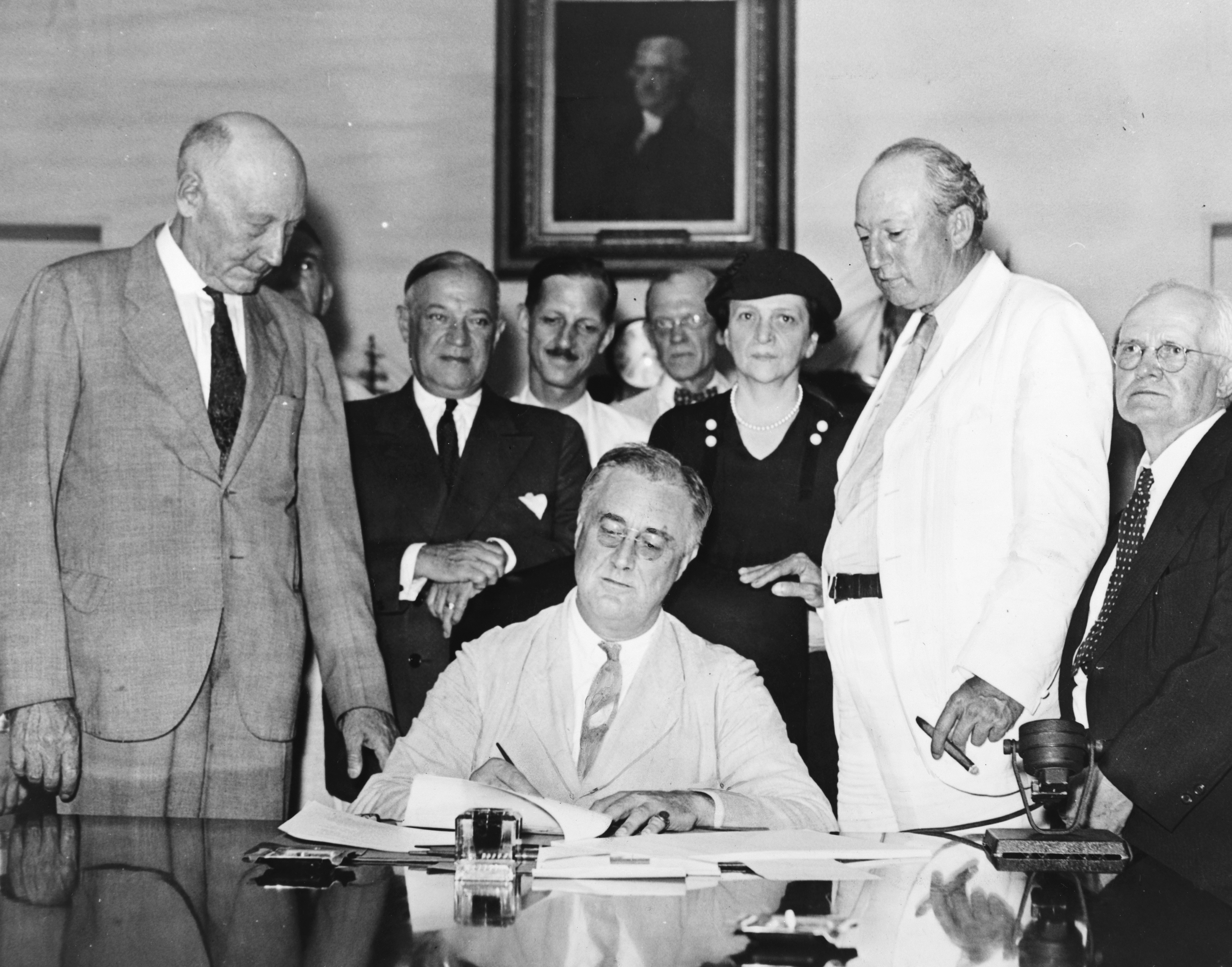
Prezydent Roosevelt podpisujący ustawę o zabezpieczeniu społecznym w 1935 roku

Podczas wielkiego kryzysu na popularności stracił konserwatyzm postulujący rząd ograniczony, a Franklin D. Roosevelt utworzył koalicję Nowego Ładu. Partia Demokratyczna rozszerzyła swoje poparcie odwołując się do progresywistycznych haseł, formułując doktrynę socjalliberalizmu i kapitalizmu opiekuńczego i ustanawiając ją dominującą doktryną liberalną w Stanach Zjednoczonych (liberalizm amerykański). Zwolennicy liberalizmu Roosevelta opowiadali się za reformą finansową, zwiększonymi regulacjami rządowymi i programami opieki społecznej ujętymi w Nowym Ładzie. Konserwatywni Republikanie i południowi konserwatywni Demokraci sformowali w odpowiedzi na to opozycyjną koalicję konserwatywną. W okresie po prezydenturach Roosevelta i Trumana (lata 50. XX wieku) stanowisko Partii Demokratycznej ulegało zmianie i partia odeszła od wcześniejszego populizmu. Zmianom ulegał również pogląd na to, co stanowi główną kwestię społeczną, z jaką ma zmagać się rząd: od unikania kryzysu, po coraz większe uznanie ubóstwa za problem zasadniczy.
Postępowe skrzydło Partii Republikańskiej znacząco osłabło, a partia zaczęła popierać mały biznes, równość szans i indywidualizm. Idee te stały się podstawą współczesnego konserwatyzmu fiskalnego, charakteryzującego Partię Republikańską do końca XX wieku. Obok tego nurtu, sformułowano również podstawy współczesnego konserwatyzmu społecznego (lata 20. i 30. XX wieku). Herbert Hoover kładł nacisk na politykę ochrony rodzin i tradycyjnej moralności. Partia Republikańska zdecydowanie sprzeciwiła się programom Nowego Ładu z lat 30. XX wieku, argumentując, że „duży rząd” grozi tyranią.
Przystąpienie Stanów Zjednoczonych do II wojny światowej było przedmiotem debaty między izolacjonistami i interwencjonistami, od początku konfliktu w 1939 roku aż do ataku na Pearl Harbor w 1941 roku. Podczas wojny promowano doktrynę poświęcenia jednostek na rzecz społeczeństwa, obejmującą zarówno służbę wojskową, jak i działania na froncie wewnętrznym, takie jak racjonowanie żywności. Po zakończeniu wojny doktryna interwencjonizmu zagranicznego odnosiła się do programów takich jak Plan Marshalla.
Przez krótki czas w latach 30. XX wieku rozwijał się też faszyzm, czemu sprzyjało kilka czynników, m.in. głęboki kryzys ekonomiczny, konserwatywny opór wobec polityki Roosevelta oraz tendencje izolacjonistyczne wobec europejskiego konfliktu. Ponadto idee rasistowskie były wtedy obecne w głównym nurcie politycznym, a Ku Klux Klan liczył kilka milionów członków. Pomimo tego, faszyzm nie odniósł wielkiego sukcesu, co można odczytywać jako sukces polityki Nowego Ładu w osłabianiu populistycznych i antysystemowych działań.

### Zimna wojna i epoka praw obywatelskich

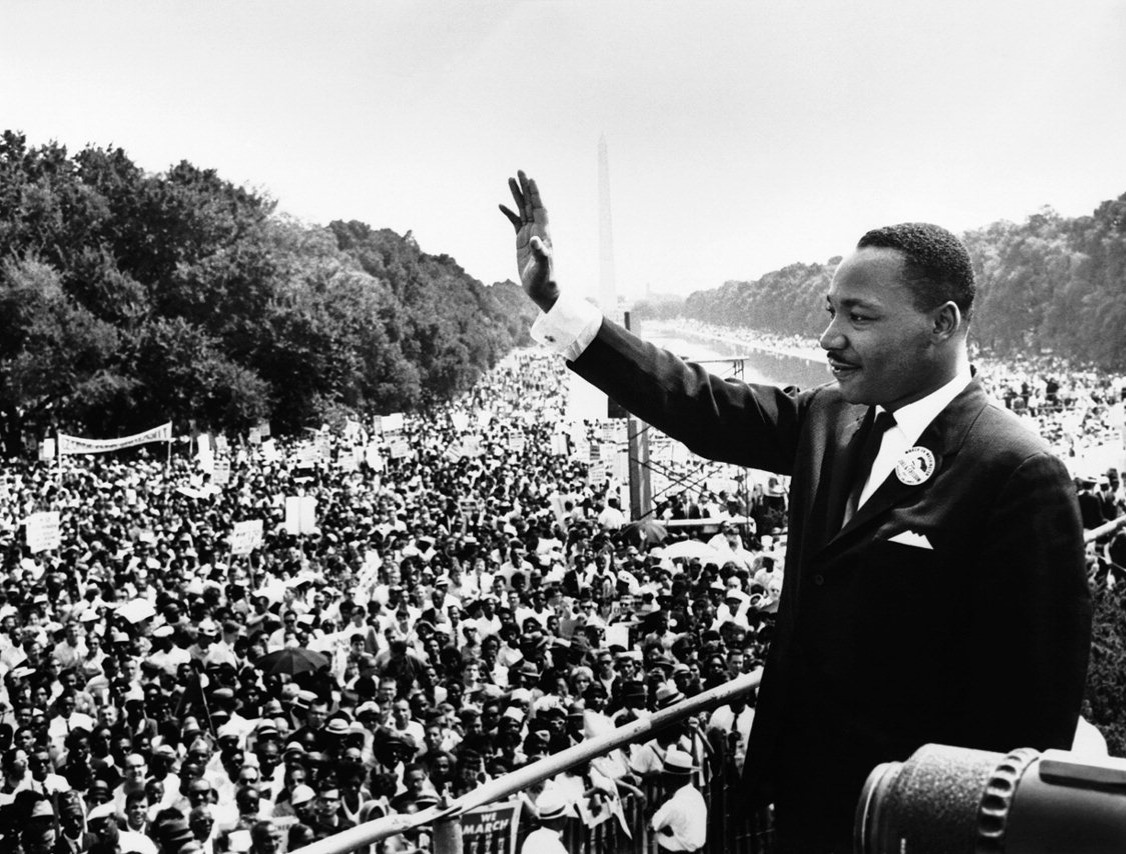
Martin Luther King Jr. w czasie marszu na Waszyngton (1963)

Zimna wojna rozpoczęła się w 1947 roku, powodując reorientację polityki zagranicznej Stanów Zjednoczonych. Rozwinął się amerykanizm jako odrębna doktryna konserwatywna, odrzucająca komunizm i niektóre inne idee, określane jako nieamerykańskie. Stany Zjednoczone wspierały liberalną demokrację i kapitalizm na całym świecie, w przeciwieństwie do marksizmu-leninizmu, wspieranego przez Związek Radziecki. Powszechny był antykomunizm, a amerykańskie organizacje komunistyczne zmuszone były działać w tajemnicy, często prowadząc działalność szpiegowską we współpracy ze Związkiem Radzieckim. Postawy antykomunistyczne w połączeniu z antyliberalizmem (sprzeciwem wobec amerykańskiego liberalizmu) ugruntowały się w postaci makkartyzmu, w którym wszystkich politycznych przeciwników konserwatystów oskarżano o sympatie komunistyczne. Wśród byłych Demokratów, rozczarowanych liberalizmem swojej partii, rozwinął się neokonserwatyzm.
W reakcji na toczącą się wojnę w Wietnamie rozwinął się ruch antywojenny związany z kontrkulturą. Zarówno jednak ruch antywojenny, jak i sama wojna, nie cieszyły się popularnością wśród społeczeństwa.
W latach 60. XX wieku rozwinął się libertarianizm, początkowo jako mało znacząca doktryna, z czasem zyskując na popularności. W 1971 roku powstała Partia Libertariańska.
Wiele doktryn rozwinęło się w latach 60. w związku z ruchami kontestacyjnymi. Obok kontrkultury i ruchu antywojennego głównym ruchem politycznym był ruch na rzecz praw obywatelskich. Koalicja Nowego Ładu rozpadła się, gdy prawa obywatelskie i sprawiedliwość rasowa stały się głównymi kwestiami podnoszonymi przez liberalizm w Stanach Zjednoczonych. Ustawodawstwo dotyczące praw obywatelskich, takie jak ustawa o prawach obywatelskich (1964), spotkało się z negatywną reakcją ze strony konserwatywnych Południowych Demokratów. Na Południu trwała biała supremacja. W wyborach prezydenckich 1948 i 1968 roku w stanach południowych wygrywali supremacjonistyczni kandydaci spoza dwóch dominujących partii.
W tym okresie rozwinęły się też doktryny polityczne w społeczności afroamerykańskiej, dążącej do sformułowania własnego głosu politycznego. Dwie dominujące doktryny to związana z liberalizmem doktryna integracji rasowej i stosowanie demonstracji politycznych (główny przywódca to Martin Luther King Jr.) oraz separatystyczna doktryna czarnego nacjonalizmu, propagowana przez Malcolma X. Inne doktryny praw obywatelskich obejmowały liberalne postulaty do inkluzji poprzez prywatne działania, socjalistyczne stanowiska uznające kwestie rasowe za mniej istotne od kwestii klasowych oraz idee czarnego konserwatyzmu, odrzucające polityczność kwestii rasowych i uznające, że każdy Afroamerykanin jest sam odpowiedzialny za swój los. Konserwatyści sprzeciwiali się interwencji rządu mającej na celu zwiększenie zatrudnienia Afroamerykanów i sprzeciwiali się rozszerzaniu ochrony praw obywatelskich, wierząc, że taka polityka zaszkodzi gospodarczo Afroamerykanom i uczyni Stany Zjednoczone liberalnym państwem opiekuńczym.

### Era Reagana

Ronald Reagan podczas kampanii wyborczej w wyborach prezydenckich w 1980 roku

Konserwatyści sprzeciwiali się wydatkom socjalnym już w epoce Nowego Ładu, jednak aż do lat 70. XX wieku sprzeciw ten nie był głównym punktem ich stanowiska politycznego. Opracowana przez Partię Republikańską strategia Południa przyciągnęła do nich wielu konserwatywnych wyborców na Południu, nadal jednak, po porażce Barry’ego Goldwatera w wyborach prezydenckich w 1964 roku, konserwatyzm był uznawany za doktrynę obumierającą. Do żywotności w głównym nurcie przywróciła go w latach 80. prezydentura Ronalda Reagana. Koalicja Reagana zrzeszała segregacjonistów, biznesmenów, konserwatystów, neokonserwatystów, libertarian i nową prawicę religijną, w tym fundamentalistów chrześcijańskich, ewangelików, katolików i Żydów. Sprzeciwiali się oni lewicowemu zwrotowi amerykańskiej polityki ostatnich dekad, opowiadając się za ekonomicznym leseferyzmem oraz tradycyjnymi wartościami. Dominującą doktryną stał się konserwatyzm społeczny, napędzany sprzeciwem wobec aborcji i poprawki o równych prawach. Skrzydło umiarkowane Republikanów ukonstytuowało się w Kongresie w 1995 roku jako Grupa Wtorkowa (Republican Governance Group).
W latach 70. i 80. XX wieku liberałowie skupili się na problemie inkluzji oraz prawach mniejszości. Zwrot ku konserwatyzmowi w latach 90. XX wieku dał się odczuć również w szeregach Partii Demokratycznej, pod postacią Trzeciej Drogi. Doktryna ta oznaczała wsparcie dla wolnego handlu, wolnego rynku i dążenia do redukcji wydatków rządowych. Partia podzieliła się w Kongresie na frakcje: lewicową Congressional Progressive Caucus, centrową i konserwatywną Blue Dog Coalition oraz sprzyjającą Trzeciej Drodze New Democrat Coalition.

### XXI wiek

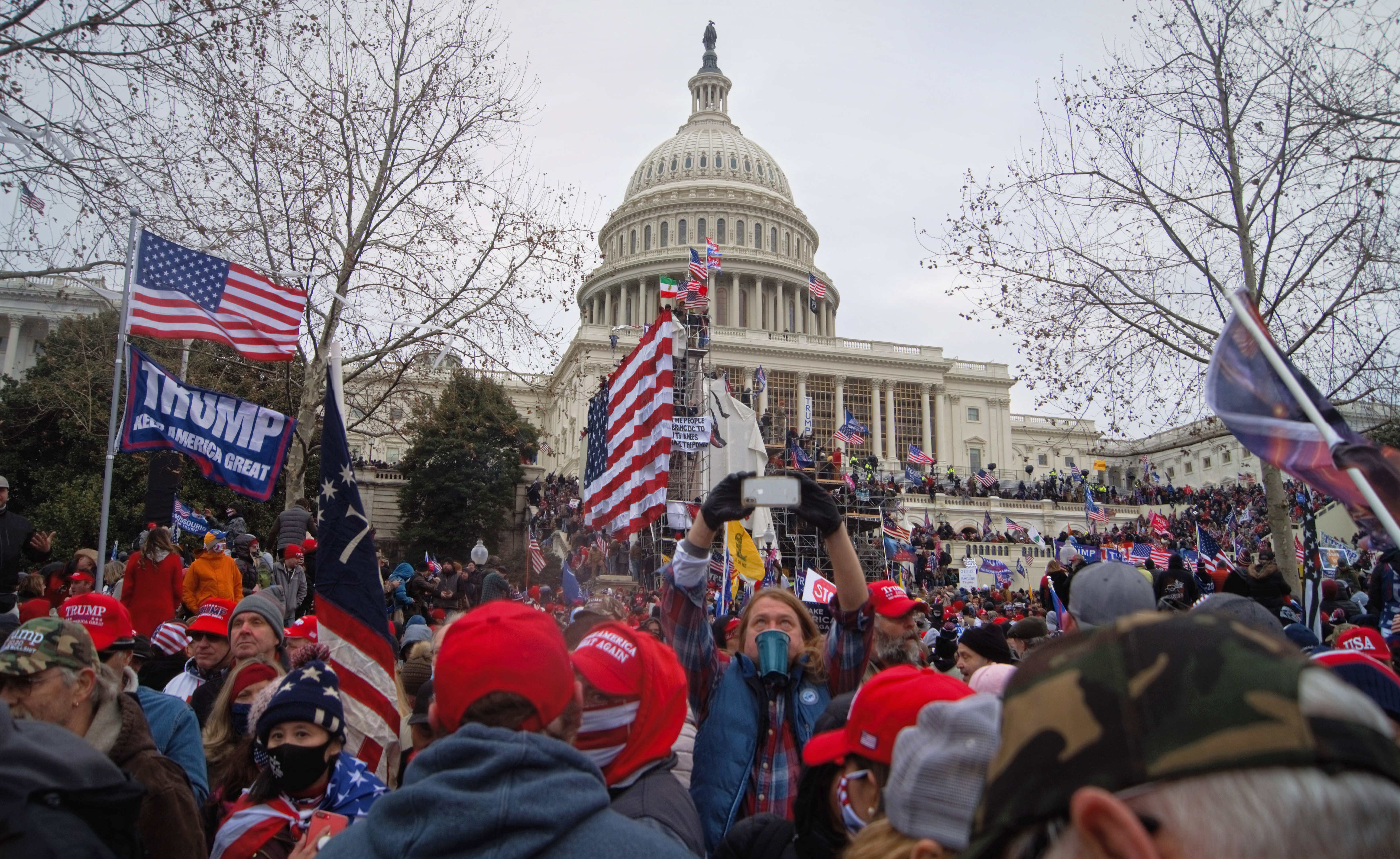
Trumpiści podczas ataku na Kapitol Stanów Zjednoczonych 6 stycznia 2021 roku

Po atakach z 11 września neokonserwatyzm stał się dominującą siłą w ruchu konserwatywnym, a konserwatyści poparli doktrynę Busha – doktrynę polityki zagranicznej związaną z wojskowymi interwencjami zagranicznymi w czasie wojny z terroryzmem. W odpowiedzi na wojnę w Afganistanie i wojnę w Iraku odrodził się ruch pokojowy. Rozwinęła się także forma patriotyzmu oparta na odwołaniu do amerykańskich wartości, poparciu dla demokracji i koncepcji narodowości opartej na zasadach (a nie na podstawie etnicznej czy prawnej). Po zakończeniu zimnej wojny amerykański antykomunizm skierował się przeciwko Chinom, które zyskały na znaczeniu i zaczęły być traktowane jako zagrożenie.
Z początkiem XXI wieku w debacie politycznej ponownie doszło do głosu wiele kwestii społecznych. Liberałowie w coraz większym stopniu wyrażali poparcie dla praw osób LGBT (w tym małżeństw osób tej samej płci), podczas gdy konserwatyści byli im przeciwni. Wśród młodych samotnych kobiet odsetek identyfikujących się jako liberałki wzrósł z około 15% na początku lat 80. XX wieku do 32% w latach 20. XXI wieku. W ostatniej dekadzie młodzi, samotni mężczyźni przesunęli się nieznacznie w prawo, a młode, samotne kobiety przesunęły się znacząco w lewo, co oznacza, że ideologiczna przepaść między płciami pogłębiła się.
Nielegalna imigracja stała się ważnym tematem debaty politycznej, przy czym liberałowie opowiadali się za pluralizmem, a konserwatyści za natywizmem. Pandemia Covid-19 w 2020 roku stała się kolejnym przedmiotem politycznych sporów, w ramach których liberałowie poparli politykę lockdownów, przymus szczepień i noszenia maseczek, podczas gdy konserwatyści sprzeciwiali się takim środkom, a samą pandemię uznali za problem wyolbrzymiony.
Druga dekada XXI wieku charakteryzowała się rosnącą polaryzacją i populizmem wśród kandydatów i wyborców. Ruch Tea Party powstał jako libertariańska, prawicowa, populistyczna i konserwatywna odpowiedź na wybór Baracka Obamy w 2008 roku. Członkowie ruchu opowiadali się za mniejszą władzą rządu, niższymi podatkami i zmniejszeniem wydatków budżetowych. Ten populizm z kolei doprowadził do wyboru Donalda Trumpa w 2016 roku i powstania trumpizmu. Prawicowy populizm w tym okresie skupiał się na protekcjonistycznym konserwatyzmie fiskalnym, a także na kwestiach kulturowych związanych z imigracją i polityką tożsamości. Trumpizm obejmował także sprzeciw wobec istniejących procedur demokratycznych i wiązał się z wieloma teoriami spiskowymi. W drugiej dekadzie XXI wieku na znaczeniu zyskał lewicowy populizm, począwszy od ruchu Occupy (powstałego na bazie demonstracji Okupuj Wall Street w 2011 roku). Lewicowe doktryny populistyczne spopularyzowane tym okresie obejmują socjaldemokrację i demokratyczny socjalizm, a ich liderem został Bernie Sanders.

## Główne nurty polityczne
Stanowiska polityczne w Stanach Zjednoczonych umieszcza się najczęściej na dwubiegunowym (lewica–prawica) spektrum sceny politycznej. Liberalizm jest dominującą ideologią lewicową, a konserwatyzm jest dominującą ideologią prawicową. Osoby o przekonaniach pośrednich lub łączących elementy obu stanowisk, nazywane są centrystami (ang. moderates). Te zasadnicze stanowiska są jednak wewnętrznie zróżnicowane. Dana osoba może prezentować odmienne stanowiska w kwestiach społecznych i ekonomicznych, a tym samym mieścić się w innych miejscach spektrum politycznego.
Zróżnicowanie dotyczy też stanowisk amerykańskich partii. W Stanach Zjednoczonych istnieje de facto system dwupartyjny. Partie polityczne są elastyczne, a w toku swojej historii przeszły kilka zmian ideologicznych. Od połowy XX wieku Partia Demokratyczna wspierała w większości politykę liberalną, a Partia Republikańska głównie konserwatywną. Mniejsze ugrupowania odgrywają niewielką rolę w polityce, a ich członkowie rzadko piastują stanowiska na szczeblu federalnym. Nowe idee polityczne cieszące się poparciem społecznym są inkorporowane przez jedną z dwóch głównych partii.

### Konserwatyzm

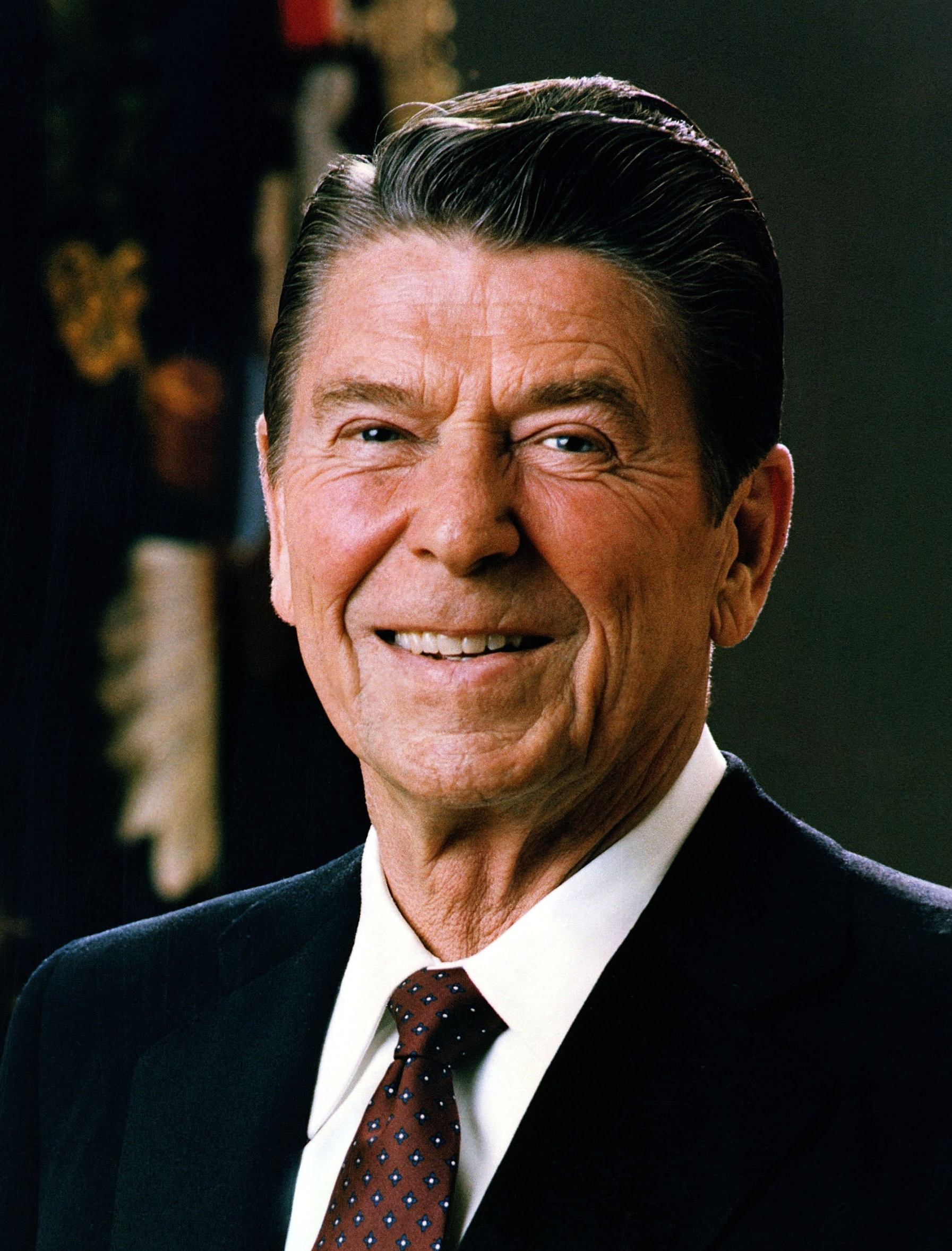
Ronald Reagan

Współczesny konserwatyzm w Stanach Zjednoczonych bierze swe źródło w niektórych poglądach Partii Republikańskiej w latach 20. XX wieku, przede wszystkim w doktrynie małego rządu. Został następnie uzupełniony o doktrynę antykomunistyczną, oraz opozycję wobec koalicji Nowego Ładu i ruchu na rzecz praw obywatelskich. Powstanie koalicji wokół kandydatury Ronalda Reagana i jego wybór na prezydenta w 1980 roku, uczynił konserwatyzm główną ideologią w Stanach Zjednoczonych. Koalicja Reagana opowiadała się za ekonomią leseferyzmu, konserwatyzmem społecznym i antykomunizmem, przy wsparciu libertarian, biznesmenów z Północy, segregacjonistów z Południa i chrześcijańskiej prawicy.
Na początku XXI wieku prawicowy populizm i neonacjonalizm zyskały znaczne wpływy wśród ruchu konserwatywnego. Rosnąca liberalizacja społeczeństwa stała się zarzewiem konserwatywnego sprzeciwu, który przybrał formę prawicowego populizmu, a w formie politycznej ruchu Tea Party w 2009 roku czy później prezydentury Donalda Trumpa.
Amerykański konserwatyzm rozwija się w kilku nurtach. Konserwatyści społeczni i prawica chrześcijańska opowiadają się za tradycyjnymi amerykańskimi wartościami, decentralizacją i związaniem prawa z moralnością i religią. Poglądy te są często oparte na przekonaniu, że Stany Zjednoczone przeżywają upadek moralny. Konserwatyści fiskalni (lub klasyczni liberałowie) opowiadają się za małym rządem, obniżkami podatków i niższymi wydatkami rządowymi. Te postulaty są do pewnego stopnia podzielane przez większość amerykańskich konserwatystów, ściśle wiążących je z ideami ograniczonego rządu i tradycyjnymi wartościami. Amerykańscy prawicowi populiści opowiadają się za obniżkami podatków, protekcjonizmem i sprzeciwem wobec imigracji, przedstawiając politykę jako konflikt ludu z elitami.
Konserwatyzm w Stanach Zjednoczonych nie ma jednej doktryny polityki zagranicznej. Pewnymi cechami charakterystycznymi wielu konserwatystów jest wsparcie dla amerykańskiej hegemonii, promocja wolnych rynków za granicą i wojowniczość w stosunkach z innymi państwami. Wśród konserwatywnych polityków w połowie XX wieku dominował realizm jako doktryna polityki zagranicznej, opowiadający się za ostrożnym zwiększaniem wpływów poprzez dyplomację w celu wspierania amerykańskich interesów. Poparcie dla realizmu spadło za administracji Reagana na rzecz tezy o amerykańskiej wyjątkowości i agresywnego antykomunizmu. Neokonserwatyści tworzą interwencjonistyczne skrzydło ruchu konserwatywnego, opowiadające się za pokojem poprzez siłę i użycie siły w celu promowania demokracji i zwalczania zagrożeń za granicą. Istnieją też jednak nurty konserwatyzmu popierające izolacjonizm i ograniczone zaangażowanie w sprawy zagraniczne.
W 2021 roku ponad jedna trzecia amerykańskiego społeczeństwa określała się jako konserwatywna. Za ich głównego reprezentanta uznaje się Partia Republikańska. 74% Republikanów określa się jako konserwatyści w porównaniu z 2% Demokratów. Od 2022 roku wyborcy o poglądach republikańskich częściej niż Demokraci traktowali priorytetowo kwestie imigracji, deficytu budżetowego i wzmocnienia armii. Badanie Pew Research przeprowadzone w 2015 roku wykazało, że najwierniejszą kategorią społeczną popierającą Republikanów byli mormoni i ewangelicy, zwłaszcza biali Amerykanie w każdej grupie.

### Liberalizm

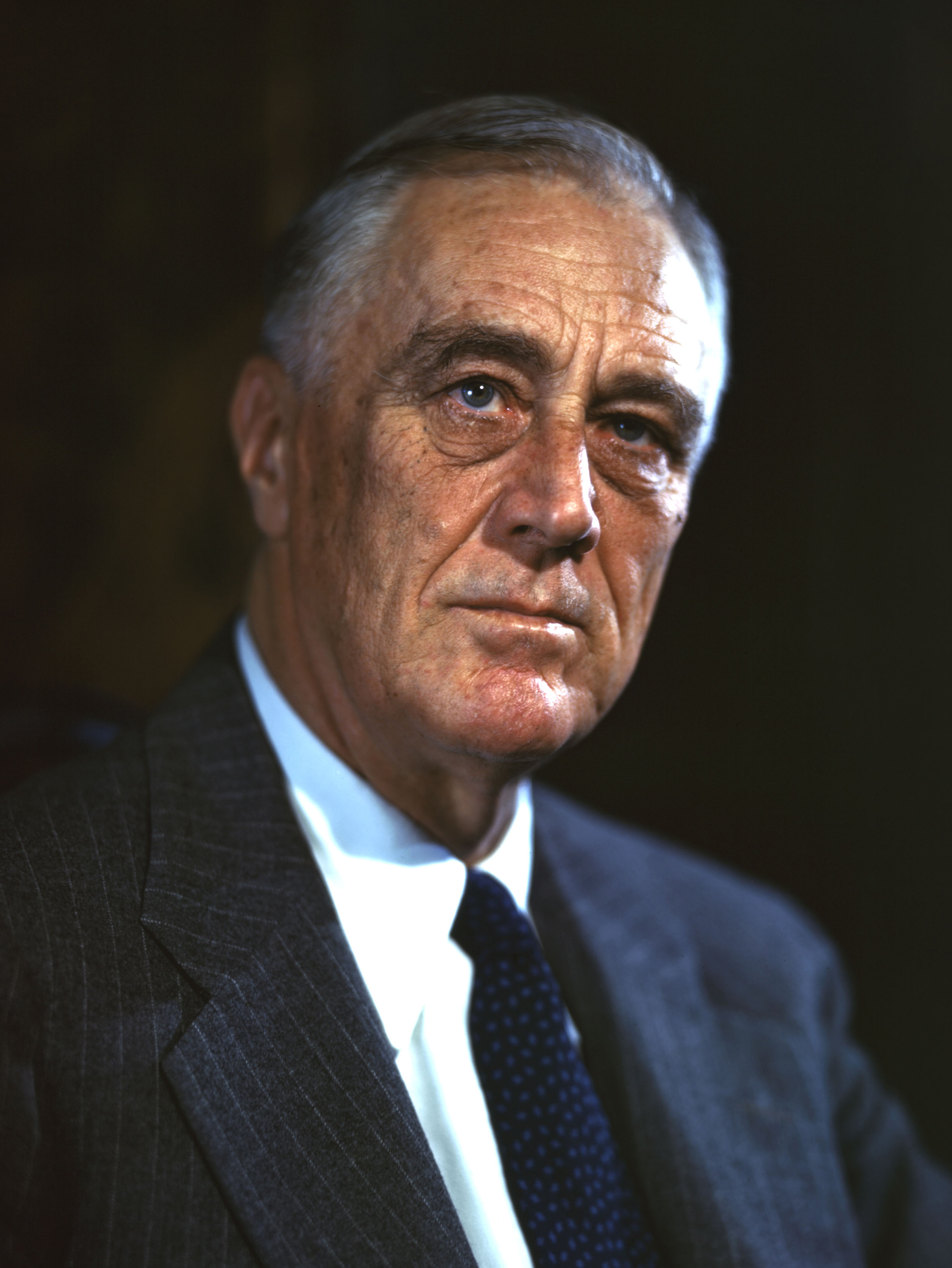
Franklin D. Roosevelt

Współczesny amerykański liberalizm wywodzi się z programu reform ruchu postępowego z początku XX wieku. Zostały one wdrożone przez prezydenta Franklina D. Roosevelta w Nowym Ładzie jako odpowiedzi na wielki kryzys. Ich popularność uczyniła z socjalliberalizmu główny nurt polityczny Stanów Zjednoczonych. W latach 60. XX wieku rozszerzył się on o wsparcie dla ruchu na rzecz praw obywatelskich. Wraz z powstaniem koalicji Reagana w latach 80. i wzrostem popularności konserwatyzmu w społeczeństwie liberałowie przyjęli liberalizm Trzeciej Drogi. Ruch lewicowego populizmu wyłonił się w obrębie liberalizmu po światowej recesji lat dwutysięcznych i powstaniu ruchu okupuj Wall Street
Amerykański liberalizm opiera się na wsparciu dla szerokich swobód obywatelskich, liberalizmu kulturowego i pluralizmu kulturowego. Wiąże się z poparciem szerszej interwencji rządu w walkę z ubóstwem i innymi problemami społecznymi poprzez programy opieki społecznej i zabezpieczenia społecznego, a także sprzeciw wobec interwencji władzy w kwestie moralne. W sferze ekonomii odwołuje się do gospodarki mieszanej, uzupełniającej gospodarkę kapitalistyczną o elementy interwencjonizmu i rządowe regulacje, a także sprzeciw zarówno wobec leseferyzmu, jak i socjalizmu jako sposobów dystrybucji zasobów gospodarczych. Często odwołuje się do keynesizmu. Liberałowie popierają większą redystrybucję bogactwa, podwyżkę płacy minimalnej, obowiązkowy system opieki zdrowotnej finansowanej przez państwo i sprawiedliwość ekologiczną.
Liberalizm w polityce zagranicznej wiąże się najczęściej z liberalnym internacjonalizmem. Wspiera on zaangażowanie w sprawy innych krajów w celu promowania wartości liberalnych i zaprowadzenia pokoju poprzez demokrację. Doktryna ta została sformułowana początkowo pod postacią wilsonizmu (I wojna światowa), zastępując wcześniejszy ekspansjonizm Roosevelta. Liberalny internacjonalizm dominuje w amerykańskiej polityce zagranicznej od lat 50. XX wieku. Od początku XXI wieku niektórzy liberałowie popierają również realizm, jako odpowiedź na interwencjonistyczny neokonserwatyzm administracji Busha. Wśród progresywistów popularny jest też pacyfizm i antyhegemonizm w polityce zagranicznej.
W 2021 roku około jedna czwarta Amerykanów określała się jako liberałowie, co czyni ich najmniejszą z głównych grup ideologicznych głównego nurtu. Partia Demokratyczna uznaje się za reprezentację liberałów, przy czym 50% Demokratów określa się jako liberałowie w porównaniu z zaledwie 4% Republikanami. Od 2022 roku wyborcy o poglądach demokratycznych częściej niż Republikanie traktowali jako bardzo ważne kwestie związane z walką z pandemią, zmiany klimatu, kwestie rasy i ubóstwa. Badanie Pew Research przeprowadzone w 2015 roku wykazało, że najwierniejszymi w elektoracie Demokratów byli Afroamerykanie, ateiści i Amerykanie pochodzenia azjatyckiego.

### Centryzm

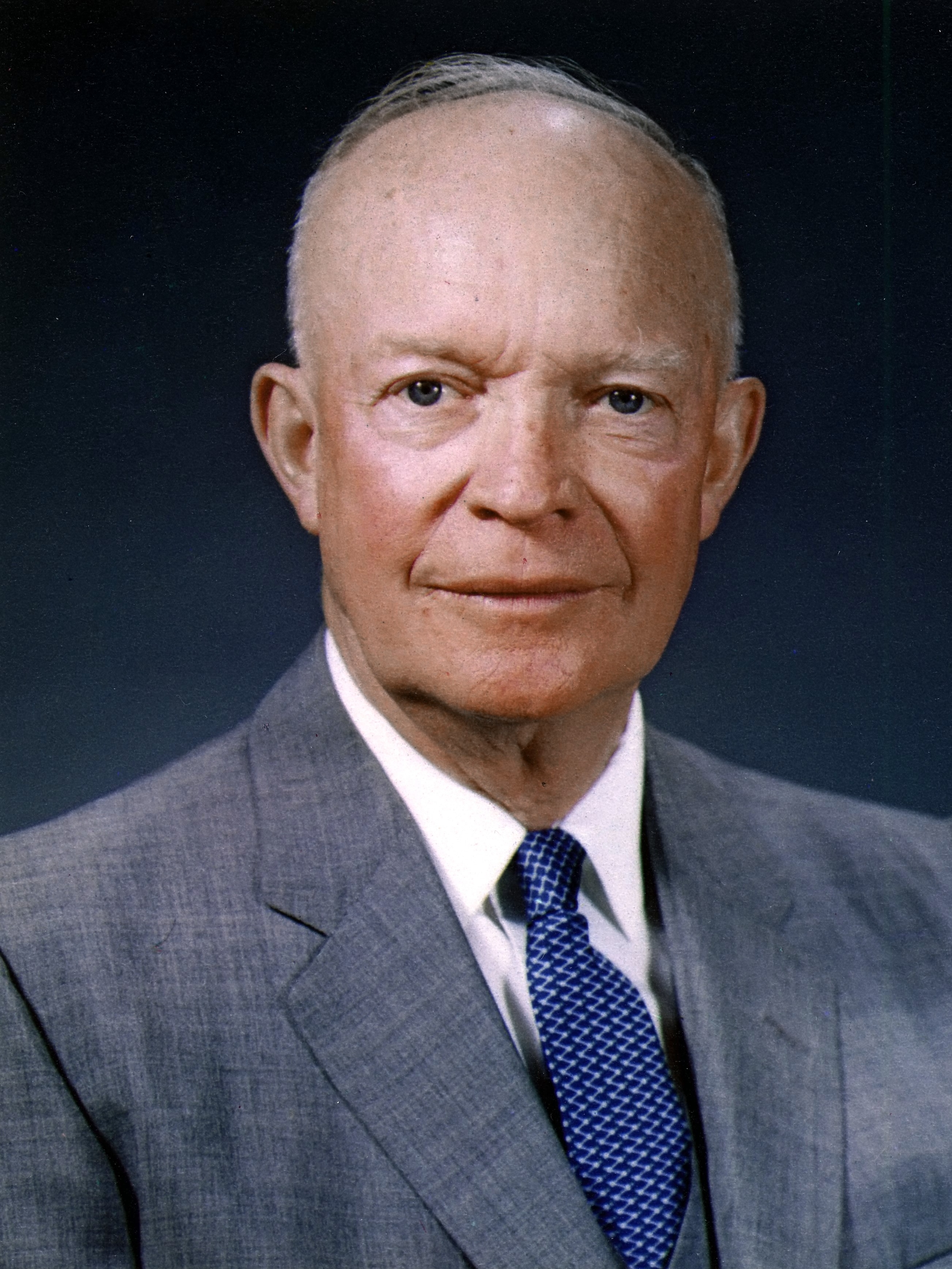
Dwight D.Eisenhower

Centryści (moderates) uważają, że ważną kwestią jest kompromis i pragmatyzm w polityce, a centrowa polityka różni się w zależności od okoliczności historycznych. Podczas rewolucji amerykańskiej większość centrystów popierała idee rewolucyjnych Patriotów, jednocześnie obawiając się potencjalnych konsekwencji otwartej rewolucji. Podczas wojny secesyjnej centryści z Południa sprzeciwiali się secesji, podczas gdy ci z Północy opowiadali się za stopniowym znoszeniem niewolnictwa, a nie za radykalnym abolicjonizmem i rygorystycznym egzekwowanie praw obywatelskich Afroamerykanów, postulowanych przez radykalnych republikanów. W erze rekonstrukcji centrowi Republikanie starali się zwiększyć poparcie dla praw obywatelskich na Południu, zamiast wdrażać je siłą. W latach 50. XX wieku prezydent Dwight D. Eisenhower sformułował program „nowoczesnego republikanizmu”, który wiązał się z umiarkowaną polityką, będącą w opozycji zarówno do koalicji Nowego Ładu, jak i koalicji konserwatywnej.
Centryści unikają określania się jako liberałowie czy konserwatyści, popierając jedynie wybrane z ich przekonań. Zazwyczaj uważają, że problemy polityczne są zbyt złożone, aby jedna z tych opcji politycznych miała całkowitą słuszność. Uważają też, że dwie główne partie polityczne są zbyt radykalne ideologicznie. Niektóre postulaty polityczne cieszą się silnym poparciem centrystów, np. weryfikacja danych osobowych kupujących broń palną, czy inwestycje w energię odnawialną. Niewiele jednak kwestii jednoczy centrystów, oprócz samego dystansowania się od głównych opcji politycznych. W 2021 roku ponad jedna trzecia amerykańskiego społeczeństwa określała się jako centrum. W ten sposób określała się około jedna trzecia członków Partii Demokratycznej, około jedna piąta członków Partii Republikańskiej i około połowa polityków niezależnych.

## Mniejsze nurty polityczne

### Faszyzm

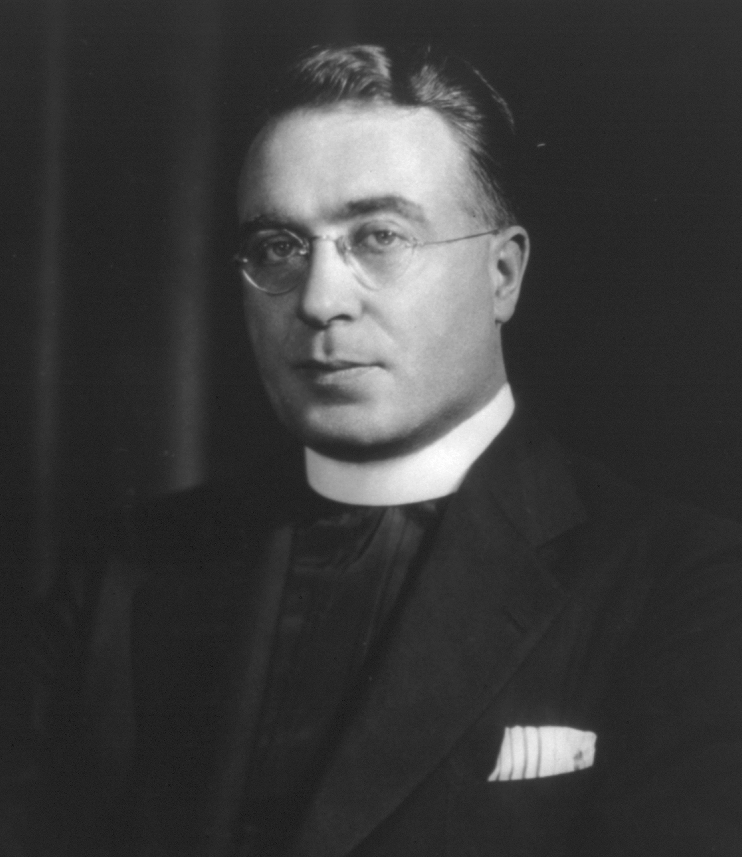
Charles Coughlin

Faszyzm nigdy nie był popularny w amerykańskiej polityce, miał jednak prominentnych zwolenników w latach 30. XX wieku, m.in. Henry’ego Forda. Charles Coughlin, w pewnym momencie drugi pod względem popularności prezenter radiowy w kraju, podczas swojego programu otwarcie opowiadał się za ideałami faszystowskimi. W tych latach faszyzm miał swoje grono zwolenników (którzy pozostawali jednak mniejszością) ze względu na antysemityzm, antykomunizm i sukcesy gospodarcze innych państw faszystowskich. Antysemityzm w Stanach Zjednoczonych był wówczas powszechny i otwarcie działało wiele grup antysemickich.
Największymi organizacjami nazistowskimi były stowarzyszenie Przyjaciele Nowych Niemiec i jego sukcesor German-American Bund, których liczebność szacuje się na 25 000 członków. Współczesny nazizm określa się jako neonazizm. Sondaż przeprowadzony w 2017 roku wykazał, że 9% Amerykanów uważa przekonania neonazistowskie za „akceptowalne”. Federalne Biuro Śledcze uznało neonazistów za główne zagrożenie terrorystyczne w kraju w 2020 roku. Od połowy drugiej dekady XXI wieku rozwija się ruch alt-rightowy, który charakteryzuje się sympatią dla ideologii faszystowskich i sprzeciwem wobec wielorasowej demokracji liberalnej.

### Libertarianizm

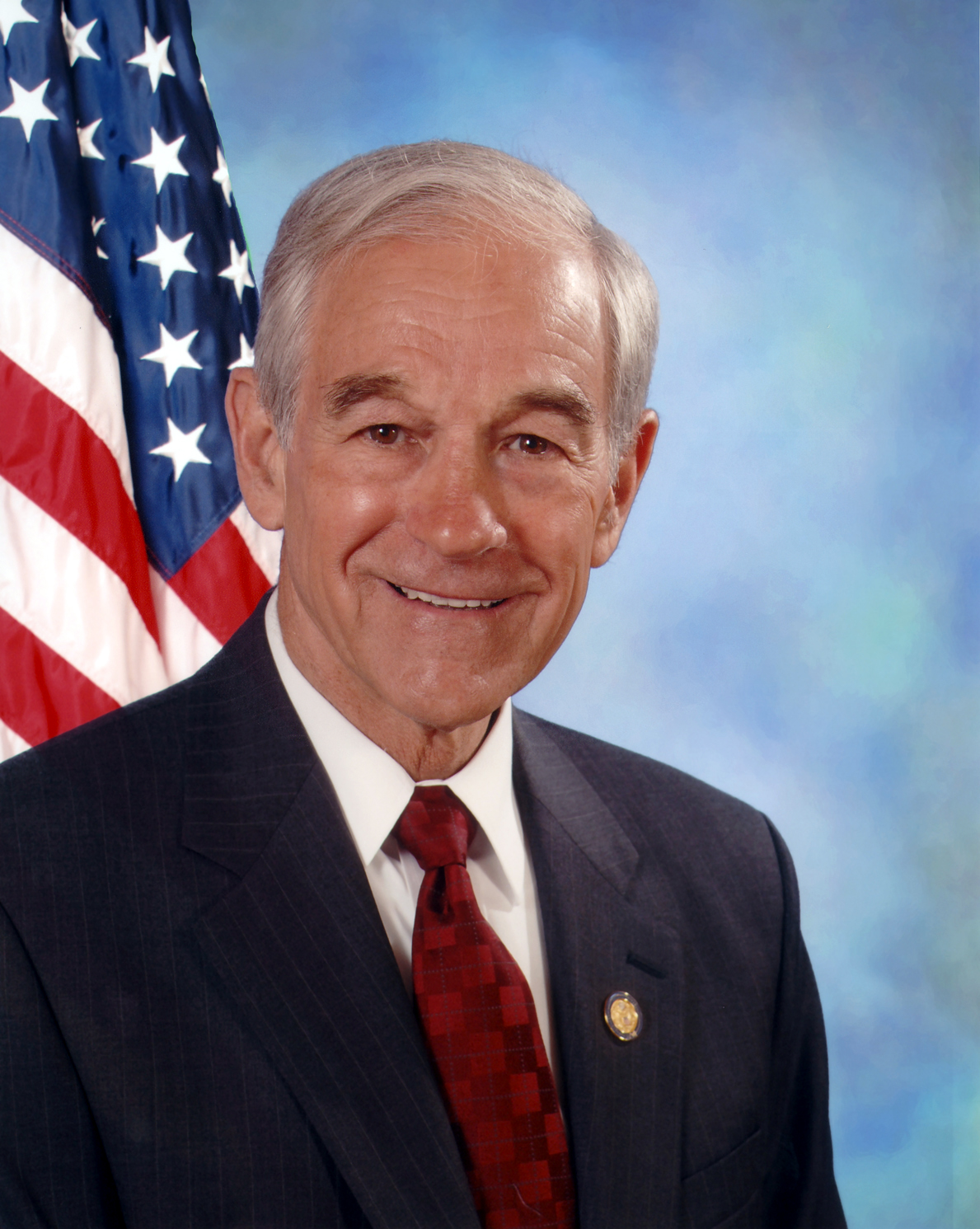
Ron Paul

Libertarianizm rozwinął się w połowie XX wieku jako odrodzenie klasycznego liberalizmu. Opiera się on na idei znacząco ograniczonego rządu i wiąże się z konserwatyzmem fiskalnym i ograniczeniem programów socjalnych, liberalizmem społecznym i izolacjonistyczną polityką zagraniczną. Libertarianie są nurtem pomniejszym, ale znaczącym w amerykańskiej polityce. Według stanu na rok 2014 około 11% Amerykanów identyfikowało się z tą etykietą, przy czym mężczyźni dwukrotnie częściej niż kobiety, a Demokraci o połowę rzadziej niż Republikanie lub niezależni. W 2013 roku 68% libertarian stanowili mężczyźni, 94% libertarian było rasy białej, a 62% libertarian było w wieku poniżej 50 lat. Pod względem religijnym 50% libertarian było protestantami, 27% nie deklarowało żadnego wyznania, a 11% było katolikami .
Libertarianizm jest podstawą programu Partii Libertariańskiej, największej mniejszościowej partii w Stanach Zjednoczonych. Libertarianie zazwyczaj głosują na Partię Republikańską, a tylko niewielka część głosuje na Partię Demokratyczną lub Partię Libertariańską . W Stanach Zjednoczonych działa też wiele libertariańskich think tanków, np. Instytut Cato i Fundacja Reason.

### Monarchizm

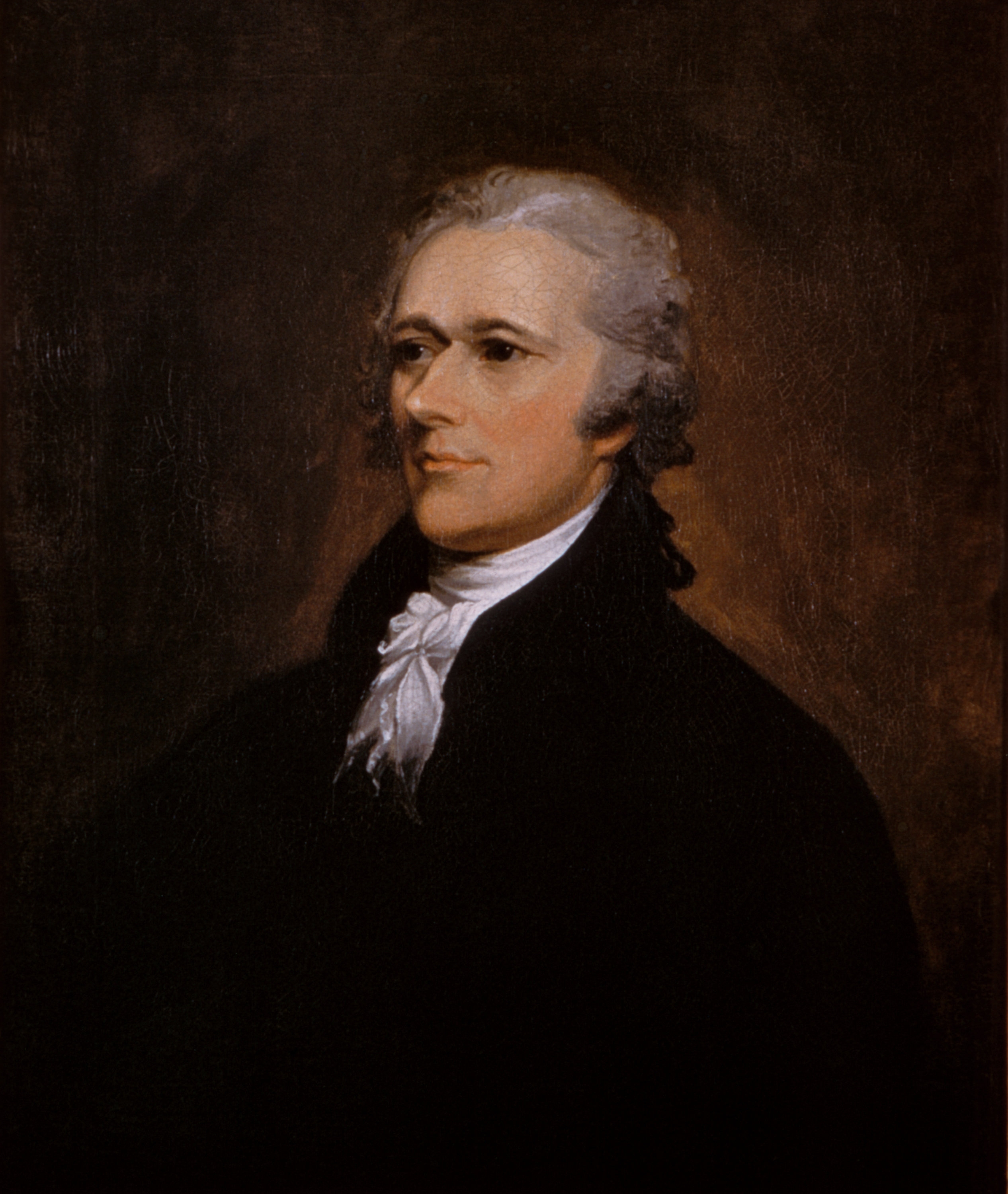
Alexander Hamilton

Monarchizm jest nurtem historycznym w Stanach Zjednoczonych, odgrywającym największe znaczenie w początkach istnienia kraju. Przed rewolucją amerykańską trzynaście kolonii było rządzonych przez monarchię brytyjską. Ojcowie Założyciele Stanów Zjednoczonych w większości odrzucali monarchizm na rzecz republikanizmu, a wojna o niepodległość była wojną o obalenie rządów monarchicznych w koloniach. Do frakcji lojalistów należała ok. jedna piąta Amerykanów podczas rewolucji. Chcieli oni utrzymać monarchiczną zwierzchność nad amerykańskimi koloniami, a gdy Stany Zjednoczone uzyskały niepodległość, tysiące lojalistów wyemigrowało do Wielkiej Brytanii lub innych kolonii. W kraju pozostało jednak wiele osób nadal opowiadających się za monarchizmem. Najważniejszym przedstawicielem tego nurtu był Alexander Hamilton, który postulował zaprowadzenie monarchii elekcyjnej, z silną władzą wykonawczą i dożywotnimi rządami monarchy. Niektórzy wojskowi w tzw. Liście z Newburgha opowiadali się za obwołaniem monarchą George’a Washingtona. Krążyły również głośne pogłoski o spisku pruskim, mającym na celu stworzenie w Stanach Zjednoczonych monarchii pod panowaniem Henryka Pruskiego.
Od XVIII wieku nie wyłonił się żaden większy ruch monarchistyczny. Monarchizm postulowało Constantin Society pod koniec XX wieku, ale nie odniosło sukcesu w głównym nurcie polityki. Elementy monarchiczne są jednak obecne w ustroju amerykańskim, np. w kompetencjach prezydenta Stanów Zjednoczonych, wzorowanych częściowo na kompetencjach monarchy brytyjskiego (koncentracja władzy wykonawczej w rękach prezydenta, uprawnienia w zakresie spraw zagranicznych, prezydenckie weto. Dark Enlightenment, skrajny ruch neoreakcyjny, który pojawił się pod koniec pierwszej dekady XXI wieku i którego zwolennikami są Curtis Yarvin, Peter Thiel oraz Steve Bannon, w dużej mierze odrzuca demokrację i opowiada się za wprowadzeniem monarchii absolutnej lub ustroju do niej podobnego.

### Separatyzm

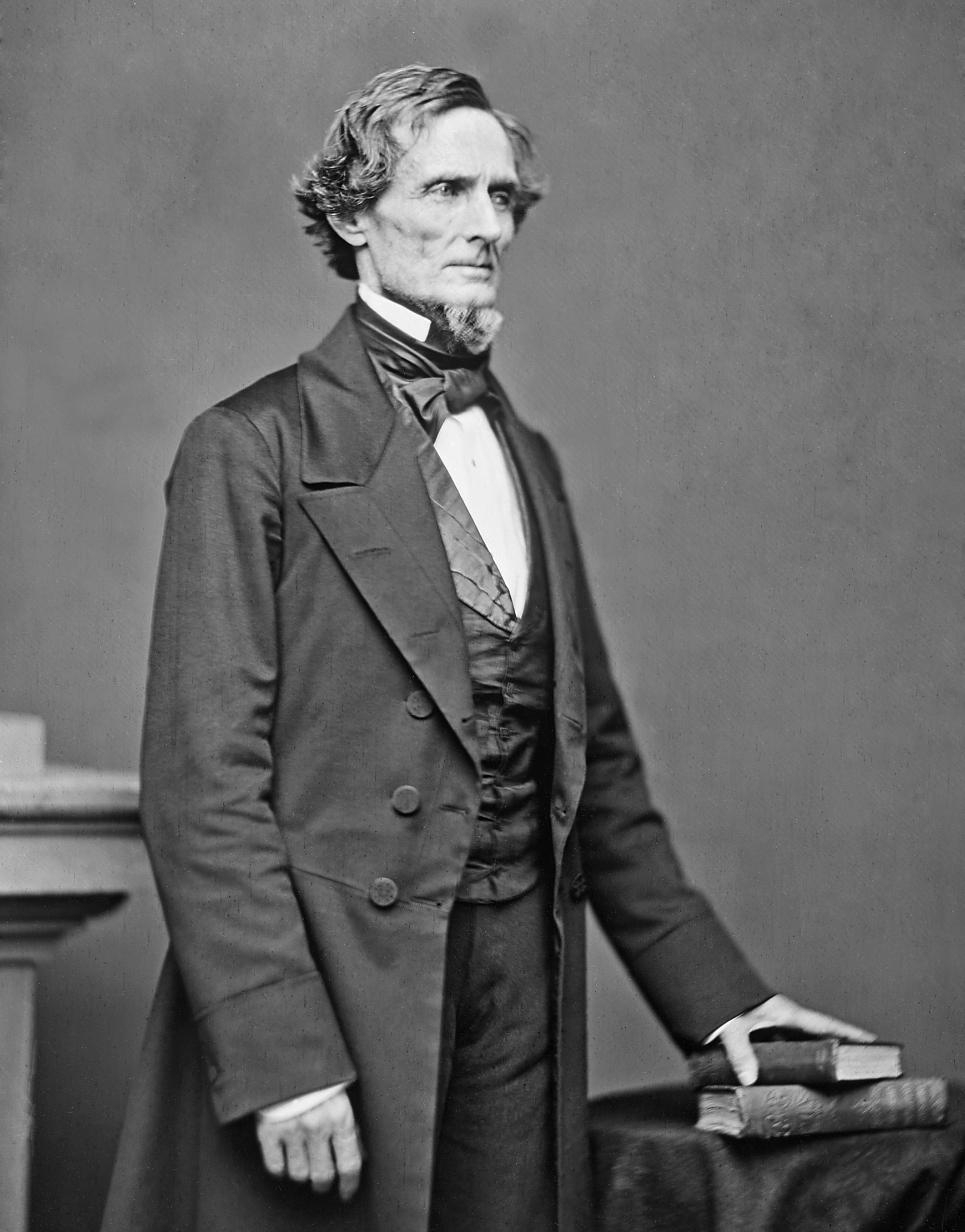
Jefferson Davis

Separatyzm (w różnych postaciach) opowiadał się za oddzieleniem części terytoriów od Stanów Zjednoczonych. Najbardziej znaczącym ruchem separatystycznym był secesjonizm w południowych Stanach Zjednoczonych w latach 60. XIX wieku. Politycy z południowych stanów ogłosili niepodległość i utworzyli Skonfederowane Stany Ameryki pod rządami Jeffersona Davisa, co doprowadziło do wojny secesyjnej. Po wojnie domowej stany te zostały ponownie włączone do związku, a Sąd Najwyższy orzekł, że jednostronna secesja jest niezgodna z konstytucją (sprawaTeksas przeciwko White). Od tego czasu żaden z ruchów separatystycznych nie uzyskał większego poparcia. Wiele innych ruchów separatystycznych ma znaczenie jedynie historyczne. Rezolucja Kentucky podjęta przez Thomasa Jeffersona wiązała się z groźbą secesji w odpowiedzi na Alien and Sedition Acts z 1798 roku. Kryzys nullifikacyjny w latach 1832–1833 zagroził secesją Karoliny Południowej.
Republika Teksasu powstała po oddzieleniu się od Meksyku (1836), i rozwiązała się po dołączeniu do Stanów Zjednoczonych (1846). Od tego czasu działają tam różne ruchy secesyjne. Istnieje też pogląd, że Teksas zastrzegł sobie prawo do secesji, nie znajduje on jednak oparcia w stanie prawnym.
Ruchy separatystyczne działają też na północno-zachodnim wybrzeżu Pacyfiku, gdzie od lat 70. XX wieku różne grupy dążą do utworzenia własnego państwa ze stanów tego regionu. Najważniejsze to ruch niepodległościowy Cascadia, który opowiada się za oddzieleniem Oregonu, Waszyngtonu i kanadyjskiej prowincji Kolumbia Brytyjska w oparciu o ich powiązania gospodarcze, środowiskowe i kulturowe, oraz Northwest Territorial Imperative, ruch białych suprematystów rasowych dążący do stworzenia własnego państwa w oparciu o głównie białą demografię regionu i jego izolację geograficzną.
Kolejnym rejonem w którym działają separatyści jest Portoryko, którego status jest przedmiotem ciągłej dyskusji, a stanowisko niepodległościowe spiera się ze stanowiskiem dążącym do włączenia go jako kolejny stan Stanów Zjednoczonych. Inne znaczące grupy separatystyczne w Stanach Zjednoczonych to Ka Lahui Hawaii i Partia Niepodległości Alaski, obie liczące dziesiątki tysięcy członków.
W XXI wieku polaryzacja polityczna zaowocowała większym poparciem dla separatyzmu w Stanach Zjednoczonych. Od 2021 roku dwie trzecie Republikanów w stanach południowych popiera nową formę Konfederacji. Niektóre grupy ekstremistyczne popierają separatyzm rasowy, który opowiada się za separatyzmem ze względu na rasę lub pochodzenie etniczne, a nie na położenie geograficzne. Biały separatyzm i czarny separatyzm opowiadają się za tworzeniem „etnopaństw” gdzie obywatelstwo będzie związane z rasą.

### Socjalizm

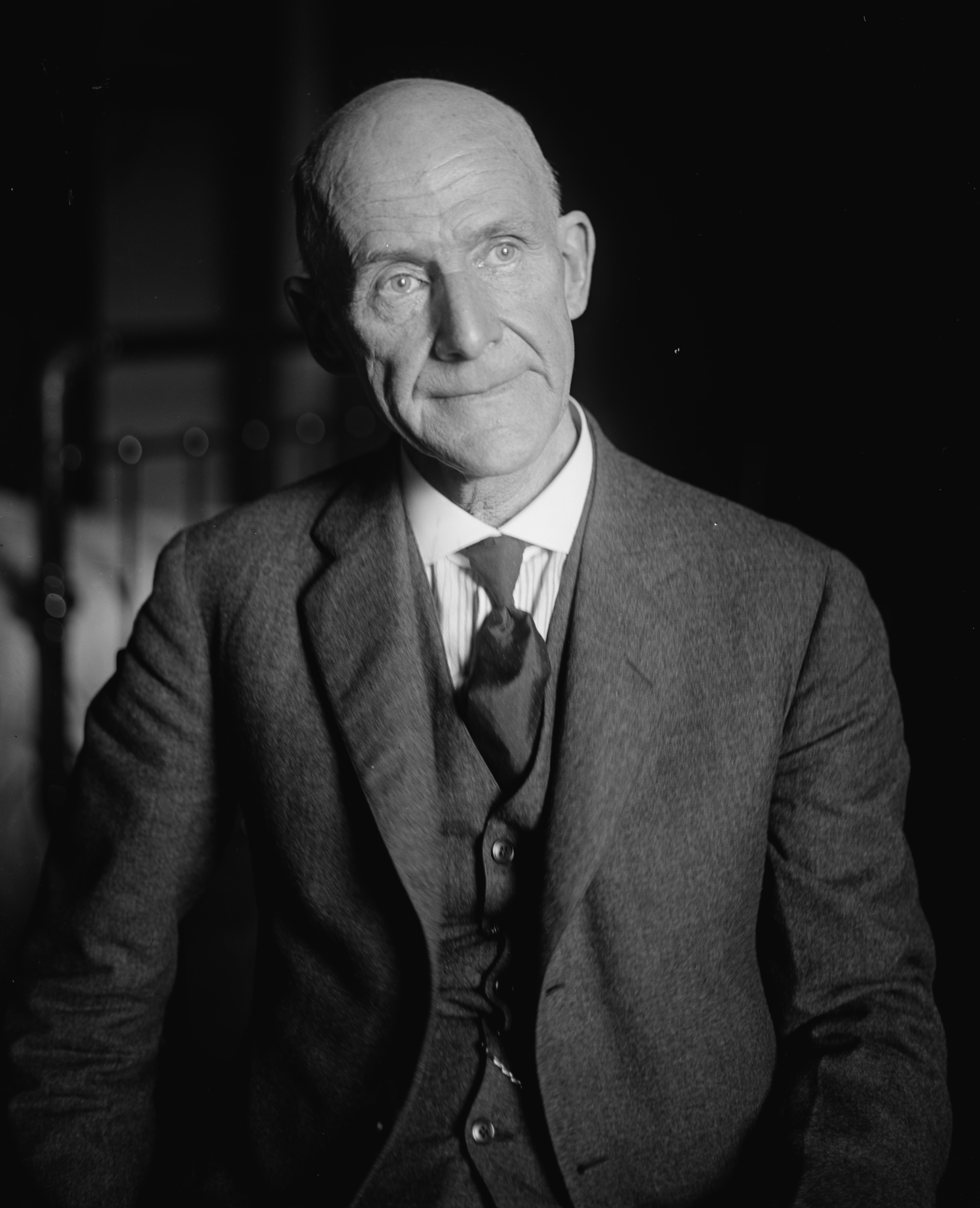
Eugene V. Debs

W przeciwieństwie do Europy, socjalizm w Stanach Zjednoczonych nie odniósł znaczących sukcesów politycznych. Socjalistyczna Partia Ameryki została założona w 1901 roku i jako trzecia siła polityczna wprowadziła dwóch delegatów do Kongresu i wystawiła Eugene’a Debsa jako kandydata w wyborach prezydenckich w 1912 i 1920 roku. Radykalniejszą formą ówczesnego socjalizmu był anarchizm, który wywołał falę lewicowego terroryzmu – doszło do kilku zamachów bombowych i zabójstwa Williama McKinleya. Po rewolucji rosyjskiej socjalizm był wiązany z komunizmem i miał bardzo negatywną opinię w większości społeczeństwa, czego najbardziej znaczącym przejawem była czerwona panika.
Antysocjalizm i antykomunizm odgrywały dużą rolę w amerykańskiej polityce podczas zimnej wojny. W latach 60. i 70. XX wieku działała też Nowa Lewica, będąca luźnym związkiem ruchów społecznych, organizacji pozarządowych i środowisk aktywistów.
W XXI wieku w Stanach Zjednoczonych oceny socjalizmu w społeczeństwie uległy poprawie, zwłaszcza wśród młodych Amerykanów. W 2022 roku największą grupą socjalistyczną, licząca ponad 92 000 członków, byli Demokratyczni Socjaliści Ameryki. Członkowie tej grupy startowali w wyborach do Kongresu z ramienia Partii Demokratycznej. Grupa ta opowiada się za demokratycznym socjalizmem, obejmującym nacjonalizację głównych gałęzi przemysłu i przeniesienie innych gałęzi przemysłu z własności prywatnej na własność pracowniczą. Słowa „socjalista” i „komunista” są w amerykańskiej debacie traktowane jako negatywne epitety. Wielu polityków, grup politycznych i polityk w Stanach Zjednoczonych jest określanych mianem socjalistycznych, pomimo wspierania kapitalizmu opiekuńczego za pomocą programów społecznych i regulacji. W sondażach znaczna część Amerykanów nie była w stanie dokładnie określić, czym jest socjalizm, uważając, że odnosi się on do wydatków rządowych, programów opieki społecznej, równych praw czy liberalizmu, a 23% nie miało w tej sprawie zdania.

## Demografia nurtów politycznych
Mężczyźni w Stanach Zjednoczonych są zwykle nieco bardziej konserwatywni niż kobiety. W 2021 roku 41% mężczyzn określiło się jako konserwatyści w porównaniu z 32% kobiet. Frekwencja wyborcza jest zazwyczaj nieco wyższa wśród kobiet niż wśród mężczyzn. Stwierdzono, że w głosowaniach wyborczych występują różnice między płciami, przy czym od lat 70. XX wieku kobiety częściej głosowały na Partię Demokratyczną. Interwencje wojskowe za granicą i kara śmierci są znacznie bardziej popularne wśród mężczyzn niż kobiet, natomiast kontrola dostępu do broni i programy opieki społecznej są znacznie bardziej popularne wśród kobiet niż wśród mężczyzn. Konserwatyzm jest też związany z silną identyfikacją ze stereotypowymi rolami płciowymi (hipermęskość i hiperkobiecość).
Z podziałem partyjnym korelują również podziały rasowe. Biali Amerykanie chętniej wspierają kandydatów Republikanów. Od 1936 roku większość Afroamerykanów to Demokraci, którzy do dzisiaj są postrzegani jako twardy elektorat Partii Demokratycznej – w 2000 roku aż 82% Afroamerykanów identyfikowało się jako Demokraci. Czarni kandydaci polityczni są ogólnie postrzegani jako bardziej liberalni niż biali kandydaci. Amerykanie pochodzenia azjatyckiego nie mają jednolitej tożsamości etnicznej i politycznej i jako tacy nie są uważani za blok wyborczy, chociaż od lat 90. XX wieku coraz częściej wspierali Partię Demokratyczną. Rdzenni Amerykanie nieznacznie faworyzują Partię Demokratyczną, chociaż społeczności plemienne są często wyodrębnione ze społeczeństwa i nie biorą znaczącego udziału w polityce krajowej.
Młodsi Amerykanie skłaniają się ku liberałom, podczas gdy starsi Amerykanie mają tendencje konserwatywne. W 2021 roku 23% Amerykanów w wieku od 18 do 29 lat było konserwatystami w porównaniu z 45% Amerykanów w wieku od 65 lat i starszych. Podobnie 34% Amerykanów w wieku od 18 do 29 lat to liberałowie w porównaniu z 21% w wieku 65 lat i wzwyż. Poglądy polityczne Amerykanów na ogół nie zmieniają się zbytnio wraz z wiekiem, jeśli natomiast się zmieniają, to częściej przesuwają się w prawo niż w lewo. Młodsi i starsi wyborcy zazwyczaj podczas głosowania biorą pod uwagę te same czynniki. Po osiągnięciu 60. roku życia liczba prawidłowo oddanych głosów wśród wyborców gwałtownie spada, przy czym większość starszych wyborców w wieku 80 i 90 lat oddaje głosy sprzeczne z ich deklarowanymi przekonaniami. Przypisuje się to zmniejszeniu zdolności poznawczych, a także możliwości dostępu do aktualnych informacji w związku z niższą sprawnością manualną i trudnościami w korzystaniu z technologii.
Od 2014 roku chrześcijanie stanowią 85% konserwatystów i 52% liberałów, wyznania niechrześcijańskie stanowią 3% konserwatystów i 10% liberałów, a osoby niezrzeszone religijnie stanowią 11% konserwatystów i 36% liberałów. Większość mormonów i ewangelickich protestantów oraz wielu katolików w Stanach Zjednoczonych identyfikuje się jako konserwatyści, podczas gdy wielu buddystów, hinduistów, Żydów i osób niereligijnych identyfikuje się jako liberałowie. Stwierdzono, że utożsamianie się z tradycją religijną zmniejsza uczestnictwo w życiu politycznym, natomiast uczestnictwo w działalności kościelnej zwiększa uczestnictwo w życiu politycznym. Religijni Amerykanie, którzy wierzą w Boga interweniującego w sprawy ludzkie, rzadziej angażują się w politykę. Przekonania polityczne i przekonania religijne w Stanach Zjednoczonych są ze sobą ściśle powiązane, i jedno i drugie wpływa na siebie.
Amerykanie z wyższym wykształceniem są bardziej skłonni do bycia liberałami. W 2015 roku 44% Amerykanów z wyższym wykształceniem określiło się jako liberałowie, a 29% jako konserwatyści. Amerykanie bez edukacji uniwersyteckiej z równym prawdopodobieństwem identyfikowali się jako liberałowie lub konserwatyści, przy czym mniej więcej połowa identyfikowała się jako osoby wyznające mieszane wartości polityczne. Podział ten istnieje przede wszystkim między wykształconymi i niewykształconymi białymi wyborcami i oznacza odwrócenie wcześniejszych trendów, w których biali z wykształceniem wyższym byli bardziej konserwatywni. Zaproponowano kilka przyczyn tego zjawiska, w tym absolwenci szkół wyższych spędzający więcej czasu w liberalnych miastach, przedkładanie nauki nad tradycyjne autorytety, kontakt studentów z nowymi ideami oraz konserwatywna nieufność do szkolnictwa wyższego. Dochód nie jest głównym czynnikiem różnicującym poglądy polityczne. W 2021 roku każda grupa dochodowa miała niemal identyczny rozkład poglądów co w populacji ogólnej.

## Specyfika amerykańskiej sceny politycznej
Podstawowe etykiety stanowisk politycznych w Stanach Zjednoczonych są podobne jak w innych krajach. Takie pojęcia jak „liberalny” i „konserwatywny” mają w Stanach Zjednoczonych swoje specyficzne znaczenie. W Stanach Zjednoczonych liberalizm odnosi się konkretnie do liberalizmu społecznego i liberalizmu kulturowego i skłania się bardziej w lewo niż liberalizm w innych krajach. Konserwatyzm wiąże się z ochroną wartości i tradycji danego społeczeństwa, więc zawsze jest związany z lokalną specyfiką. Konserwatyzm amerykański wiąże się klasycznym liberalizmem i wiarą chrześcijańską, które dominowały w początkach Stanów Zjednoczonych. Dużą rolę odgrywa idea wolności jako ograniczenia władzy państwa i własność prywatna, natomiast negatywnie oceniane są podatki. Aktywizm oraz partycypacja polityczna są dobrze postrzegane, a zaangażowanie obywatelskie uważa się za cechę dobrego obywatela. Członkostwo w organizacjach obywatelskich i udział w protestach są powszechnymi formami zaangażowania obywatelskiego. Równość szans jest zazwyczaj bardziej popularna niż równość wyników.
U swoich korzeni nurty polityczne Stanów Zjednoczonych opierały się na konstytucyjnym republikanizmie, stojącym w opozycji do monarchizmu i arystokracji państw europejskich, a zwłaszcza Wielkiej Brytanii. Zbliża to doktryny polityczne Stanów Zjednoczonych do tradycji Ameryki Południowej. Obydwa regiony mają historię kolonialnej zależności, wojny rewolucyjnej, federalistycznego republikanizmu i systemów prezydenckich. Cechy polityczne, które czasami uważa się za charakterystyczne dla Stanów Zjednoczonych, są również powszechne w Ameryce Południowej, w tym stanowiska polityczne wobec religii, przestępczości, gospodarki, tożsamości narodowej, wielokulturowości i broni.
Czynnik ideologiczny był istotnym elementem w czasach zimnej wojny i wpływa na sposób, w jaki Stany Zjednoczone funkcjonują obecnie jako globalne supermocarstwo. W drugiej połowie XX wieku doktryny polityki zagranicznej były kształtowane w opozycji do marksizmu-leninizmu Związku Radzieckiego i bloku wschodniego i promowały demokrację liberalną i kapitalizm. Po upadku bloku wschodniego Stany Zjednoczone kontynuowały tę linię, podejmując się budowania państw w kilku obszarach świata, bezpośrednio wpływając na systemy polityczne Filipin, Niemiec, Austrii, Japonii, Somalii, Haiti, Bośni, Kosowa, Afganistanu i Iraku.
Polityka amerykańska jest zdominowana przez ideologię indywidualistyczną, która pełni znacznie większą rolę niż w bardziej kolektywistycznych krajach europejskich. Obywatele amerykańscy oczekują mniejszych wpływów i interwencji rządu oraz rzadziej akceptują interwencję rządu w porównaniu z obywatelami krajów europejskich. Nurty opowiadające się za prawami kolektywnymi nie znajdują poparcia w społeczeństwie, jeśli wiążą się z ograniczeniem praw jednostek. Amerykanie i Zachodni Europejczycy mają podobną koncepcję demokracji i rządów, stawiając na pierwszym miejscu wolne sądownictwo i uczciwe wybory na mniej więcej tym samym poziomie. Amerykanie i mieszkańcy Europy Zachodniej mają również podobnie postępowe poglądy w kwestiach takich jak prawa osób LGBT i równość płci. Amerykanie przywiązują jednak większą wagę do wolności wyznania niż kraje Europy Zachodniej i są bardziej skłonni wierzyć, że indywidualny sukces leży w gestii każdej osoby. Zarówno socjaldemokracja, jak i natywizm stały się bardziej widoczne w Stanach Zjednoczonych XXI wieku, przypominając swoje odpowiedniki w wielu krajach europejskich. Stabilności ustroju demokratycznego zarówno w Stanach Zjednoczonych, jak i w krajach europejskich zagraża rosnące znaczenie ruchów antysystemowych i wiązanego z nimi ekstremizmu i polaryzacji. System dwupartyjny i impas w Kongresie sprawiają, że Stany Zjednoczone są bardziej podatne na polaryzację niż kraje o innych systemach partyjnych, chociaż taka struktura uniemożliwia także przejęcie władzy przez partie ekstremistyczne.